# 香港歷史
香港歷史始於超過公元前3萬年的舊石器時代於華南及中南半島一帶活動的百越族，其後被秦朝征服後方踏入信史的開端，但地處華南一隅的偏遠荒蕪邊陲，一直人口稀少並只有漁業及少量農業活動，在1841年香港開埠前於歷史舞台上的影響微乎其微；自割讓與大英帝國並成為自由港後，方發展為東南亞與中國之間的重要轉口港。1949年中華人民共和國成立至改革開放前，東南亞與中國內地的貿易全部停止，香港逐漸由貿易港口轉型成工商製造業城市，其後成為東亞首屈一指、與新加坡並駕齊驅的國際金融中心。
繼1841年於《南京條約》割讓香港島後，英國再於1860年的《北京條約》及1898年的《展拓香港界址專條》分別割讓九龍半島及租借新界99年。以上所有地區在成為英國殖民地之前，完全沒有所謂的「香港」概念，直至開埠後，港英政府方將此等地區正式命名為「香港」，並漸由漁村發展成城鎮。1984年，中华人民共和国與英國簽訂《中英聯合聲明》並制定香港基本法，承諾實行一國兩制高度自治並自1997年7月1日起保障香港五十年不變，英國將香港主權移交中華人民共和國。
香港之歷史，正是物質和社會進步之寫照；政府開山填海，拓展市鎮，又興建房屋、學校、醫院和其他公共設施，以應付香港人口不斷增加之各種需求:317。
香港各段歷史時期示意圖（1842年起）

## 史前時期（先秦）

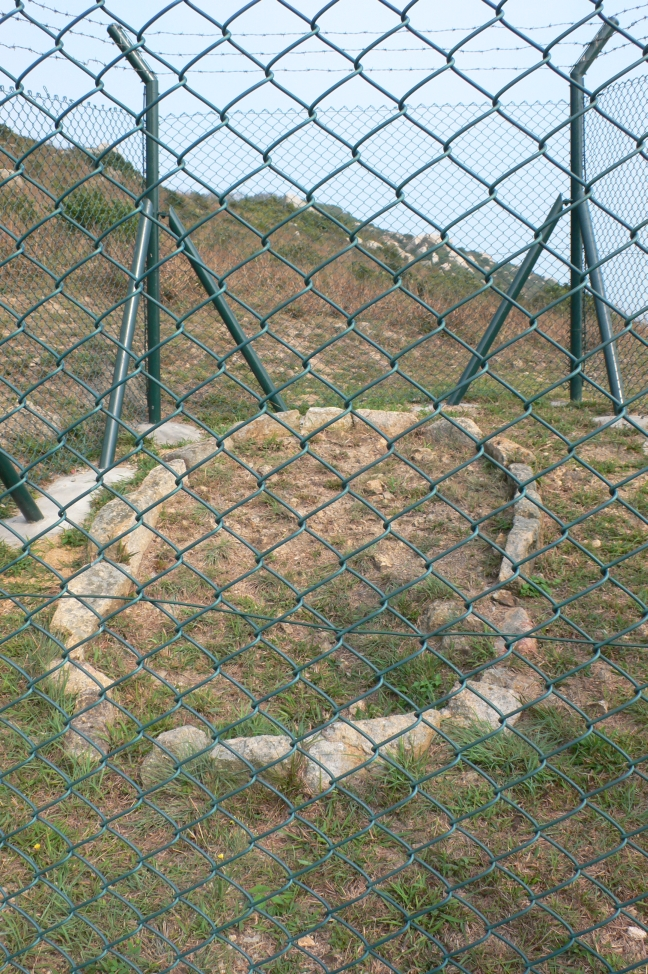
分流的石圓環是石器時代晚期的遺跡之一

早在39,000至35,000年前的舊石器時代，香港及其周邊已有人類活動。

### 舊石器時代
香港考古研究始於1920年代:317。根据沿海多處地點出土之古代人類活動之遺蹟，證明香港歷史可遠溯至6,000多年前:317。有關史蹟之考證，學術界仍是眾説紛紜，莫衷一是:317。從考古學之角度來説，香港只屬廣闊華南文化之一小部分，而大家對此領域所知有限:317。香港地区的人類活動可以追溯至39,000年至35,000年前的舊石器時代。西貢黃地峒一帶發掘出多件當時的石器。
雖然有人認為香港史前文化受華北或東南亞地區文化入侵所演變而成，不過，越來越多學者相信，華南地區之史前文化是在當地逐漸形成，並未受到外來文化重大影響:317。
研究香港早期居民生活之石器、陶器和其他文物，大部分在沿岸沉積物中發現；沿岸聚居之生活模式，説明香港最早期之居民主要靠海洋為生，經濟發展有賴於開發海洋資源；然而不宜過分強調，因為考古發現受種種因素影響，決定考古遺蹟能否保存；其中山區不斷受嚴重侵蝕，留下古人聚居內陸之遺蹟不多，雖非絕無僅有:317。

### 新石器時代
在研究公元前4千年以來之最早期文化時，要考慮到環境不斷轉變，其間海平面由低於目前水平100米不斷上升，淹沒沿岸廣闊平原，今日之海岸線和環境生態基本也在該段期間形成；在此地生活者必須適應環境，否則便會遭淘汰:317。
近年考古發掘，主要顯示兩個新石器時代之文化層；從年代較遠之底層出土是繩紋粗陶和精細易碎之軟陶，後者有劃花、貫孔，間中更有彩繪；同時出土經過磨琢之石器；從資料推算，最初階段可能在公元前4千年開始:317。
而公元前4千年新石器時代的文物發掘，表明與北方包括龍山文化的石器時代文化是有分別的。在大嶼山、赤鱲角和南丫島已發掘出陶器、石製和青銅的捕魚工具和兵器，風格與珠江三角洲一帶的大灣文化相似。
在公元前2500年開始，在年代較近之上部文化層，繼續發現繩紋陶器和磨琢石器，而一種新之幾何印紋陶器，也同時出現；該文化層石器全部經過磨琢，手工較佳，種類繁多，有些石器呈現有段和有肩之修飾，大概與裝柄技術進步有關:317-318。也發現用石英和其他石料製成之飾物，例如大小不一之石環和石塊；有些手工非常精細:318。
屯門掃管笏和西貢沙下均出土新石器時代和青銅器時代的遺物與遺蹟，而馬灣東灣仔北之考古亦發現有20座新石器時代晚期至青銅器時代早期墓葬。

### 青銅器時代
前2千年至前1千年，香港一帶初期受東南沿海的原始文化影響，後期商代的青銅文化傳入。至前1千年前，香港一帶屬於古越文化的地盤，籠罩於戰爭氣氛中。此時期香港沿海地區出現不少水晶飾物的製作工場，交換珠江三角洲腹地生產的硬陶。現時八處石刻已在東龍洲、滘西洲、蒲台島、黃竹坑、長洲、大嶼山的石壁、香港島的大浪灣和西貢的龍蝦灣被發現。這些面向大海的石刻被認為與生活在相當於商朝時期的香港先民祭祀天氣和祈求風平浪靜有關。
春秋戰國時期，百越族就已在香港活動，完全不同於中原部族之南方部族，種類多，善於捕獵、駕船，以鳥形風神作圖騰，不斷南遷，經常由香港出發揚帆遠航:1。1930年代的考古發現，被認為與前6世紀至前3世紀香港鄰近廣東地區的百越文化有關聯。

## 上古史（秦至元）

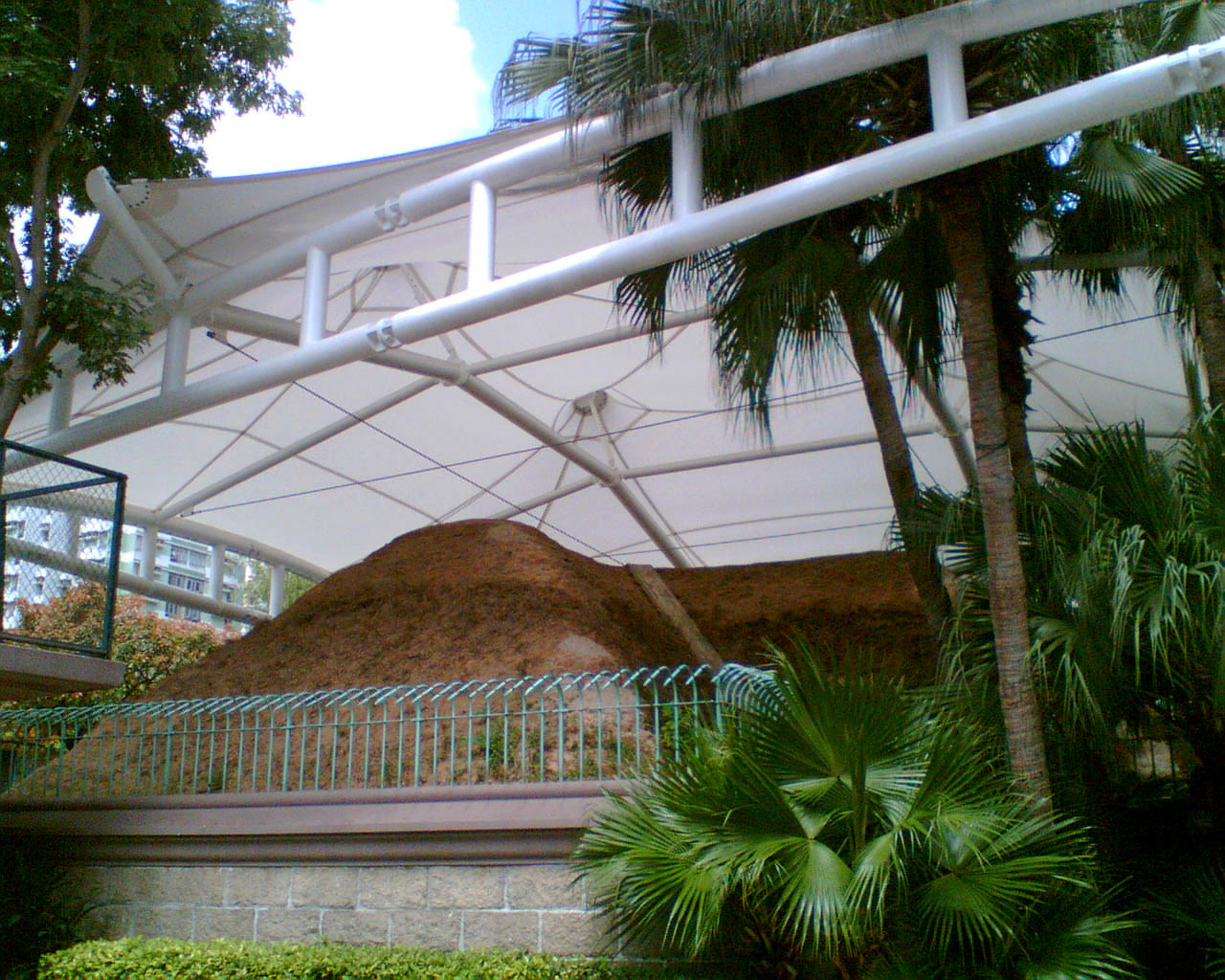
建於東漢時期、位於長沙灣的李鄭屋漢墓，現時為博物館

首次完成統一中國大業的秦始皇:2，史記稱秦始皇廿七年統一天下後，發動五路大軍南征百越。天下，在秦朝或以前，指的就是全中國。前214年（秦始皇卅三年），秦朝征服百越，在嶺南地區設置南海郡、桂林郡、象郡，遷移50萬人開發嶺南:2。當時香港地區屬於南海郡番禺縣，從此香港一直在行政管轄之內:2。秦末漢初，南海郡尉赵佗在亂世中於其領地擁兵自重、割據一方，成立南越國，至漢武帝年間再次被中原攻滅。
之後歷經漢、晉、隋、唐、五代、宋以至於明，香港曾先後隸屬東莞郡寶安縣、廣州府寶安縣、廣州府東莞縣、增城縣及廣州府新安縣管轄:2。東漢、東吳、西晉及東晉初年，香港一帶一直仍屬番禺縣。東晉咸和六年（331年）起，該地區屬寶安縣管轄。東晉末年，地方民變首領盧循在劉裕率兵征討之下，率其部下逃亡至大嶼山定居。有文字記載之內地移民活動始於東晉:2。
其後香港地區歷南朝及隋朝政權的管治。唐代，隨著廣州對外貿易的發展，香港地區開始有較明顯的發展。中國文獻中最先出現之香港地名要算《新唐書》記載之「屯門」，由於地理位置優越，成為廣州對外交通重要港口，西方來華商船多數先集中屯門，然後北上:2。文獻表明，唐代設置屯門鎮:2。唐玄宗開元二十四年（736年），香港境內設立屯門軍鎮，隸属安南都護府，轄管地域包括今東莞、香港及深圳沿岸一帶，指揮部位於今深圳南頭城，派員2,000駐守來保護海上貿易。唐肅宗至德二年（757年）起，香港地區改屬東莞縣管轄。唐昭宗光化四年（901年），新界五大氏族（元朗鄧氏、上水廖氏及侯氏，粉嶺文氏及彭氏）的原居民開始在香港定居。
五代十國時期，由於大步（今大埔）一帶盛產珍珠，南漢劉氏遂於大寶六年（963年）設官辦珠場，稱為「媚川都」。
兩宋在香港設有官富司，元朝有屯門巡檢司，明代則有官富巡檢司:2。
宋太祖趙匡胤滅南漢後明令禁止官方採珠，但於北宋開寶四年（971年），朝廷恢復採珠，直至南宋後期。至元朝曾復採官珠，但受到士紳反對，不久又再次停辦。

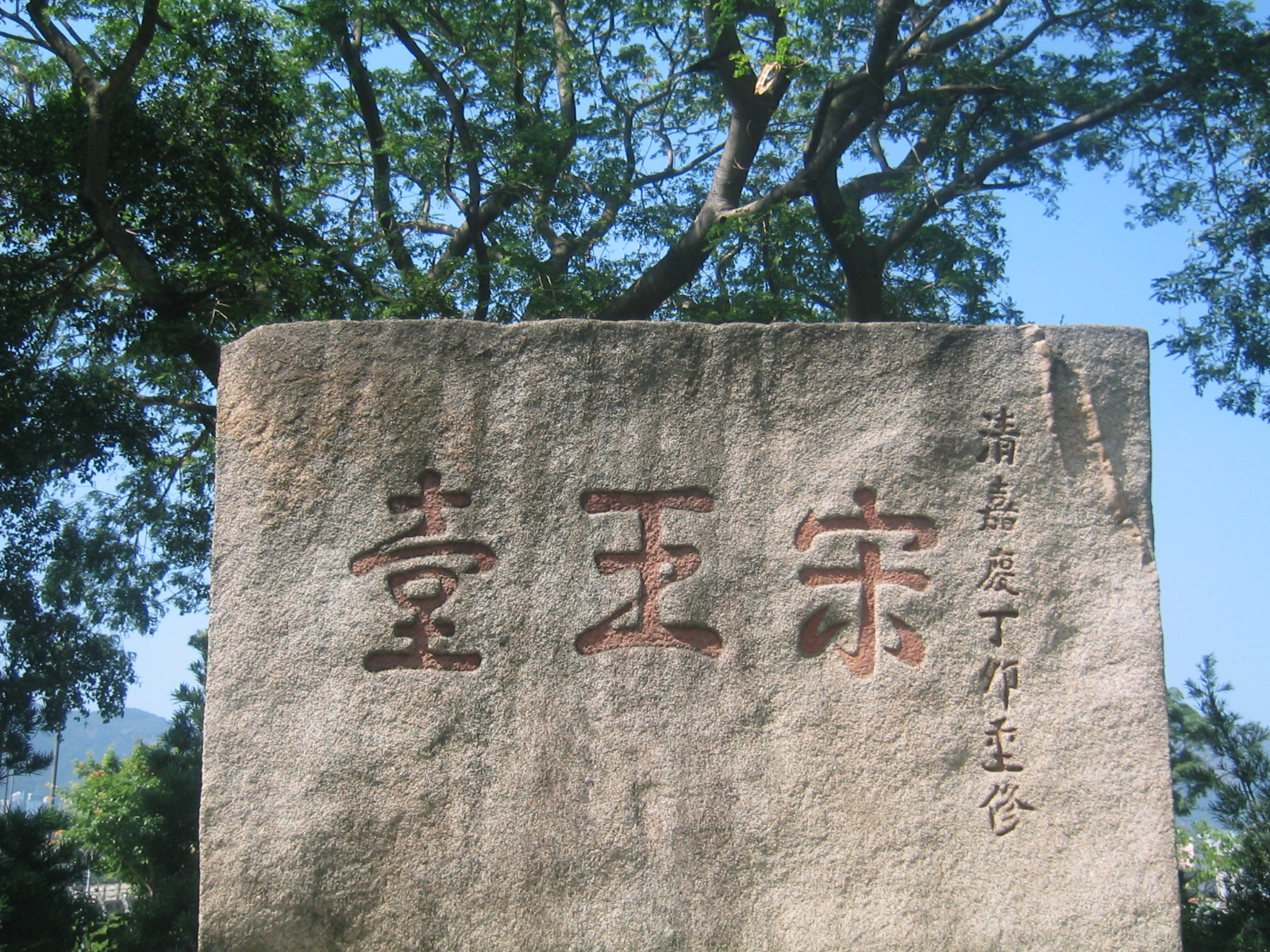
宋王臺石碑，原碑已於香港日佔時期被日軍毀滅，現時的石碑是1960年重修

香港海岸線漫長，故香港多處皆適宜興建鹽場。北宋開寶四年（971年），朝廷於現時九龍灣一帶設立官富場，並派鹽官駐守，負責產鹽及統籌各小型鹽場。宋代在大奚山（今大嶼山）置推鋒軍駐守:2。南宋宋孝宗淳熙十年（1183年）5月29日，朝廷明令取締大奚山的私鹽，引起宋寧宗慶元三年（1197年）大奚山鹽民起義。
南宋末年，兩位小皇帝宋端宗趙昰和宋帝昺趙昺被元朝軍隊逼迫逃到香港，據說曾在九龍土瓜灣一塊大石頭上休息，人稱該處為宋王臺，沿着西方走到屏山後，有某位曹姓大臣曾經協助宗帝昺和宋帝昰走難（其因而跳潭而逝，這地方名為曹公潭），後經荃灣循海路西渡前往虎門。後來他們返回大嶼山時趙昰病逝，宋帝昺在梅窩登基。因元軍追趕，遂逃到今日廣東新會崖門。
兩宋時期，香港文化有一定發展。北宋神宗時，進士鄧符協（江西吉水人）遷往岑田（錦田），成為新界鄧、侯、廖、文、彭五大族之首:2。鄧符協創立力瀛書院，南宋時粉嶺龍躍頭人士鄧炎龍參加科舉，成為舉人。宋元時期，不少宗族從中原遷居到新界本土及離島:5。

## 中古史（明清）

### 明

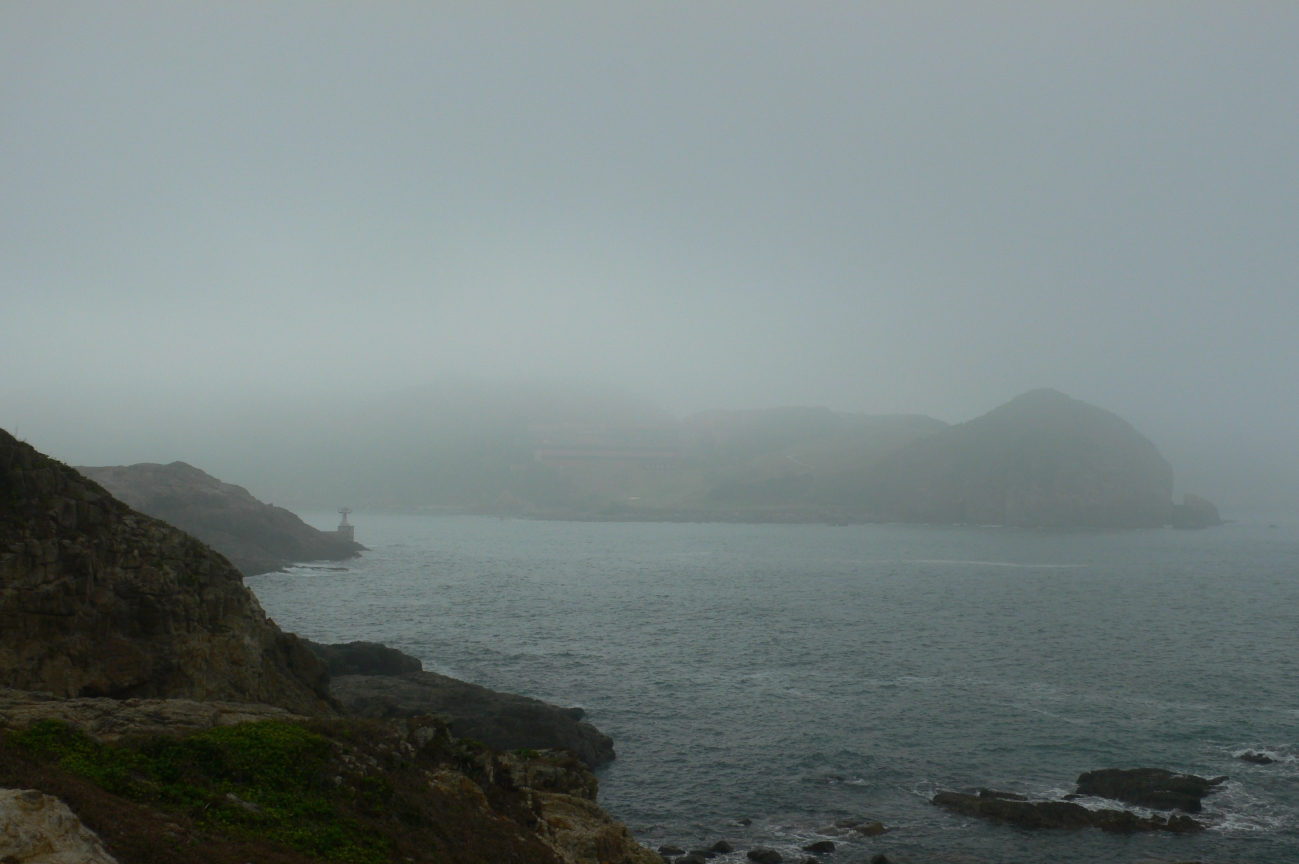
霧中的佛堂門，昔日為海關要地

中國海岸線漫長，從明代起才有海防，據顧炎武《天下郡國利病書》記載，1394年明太祖下詔設立廣東海道，由副使1員、都指揮1員、衛指揮1員負責守護廣東海岸，以防倭寇；東莞縣置守衛千戶所，東莞縣城東南約400里處建立大鵬灣守衛千戶所；香港與澳門同屬1個守衛區，有官兵駐扎:2-3。新界本土及離島如佛堂門、龍船灣、大澳等已經設有汛站:5。明代的香港人口增長，為海防要地，主要防禦南中國海一帶海盗、「倭寇」、葡萄牙王國、西班牙帝國及荷蘭共和國。明朝中葉，廣東等處承宣布政使司沿海有三路巡海備倭官軍。其中的中路「自東莞縣南頭城，出佛堂門、十字門、冷水角諸海澳」。佛堂門在香港地區，顯然屬於中路防禦範圍。萬曆年間的《廣東沿海圖》中已標有香港以及赤柱、黃泥涌、尖沙咀等地名。
此外，香港在明朝時盛產及出口沉香木。沉香木屬於莞香，又名女兒香，當年在廣東等處承宣布政使司、南直隶、浙江等處承宣布政使司等地備受歡迎。據說因為是運送香料的港口，盛產和出口沉香木，因此稱為「香港」。明朝是香港種香及產香業的全盛時期。從香港的瀝源（今沙田），大奚山（今大嶼山）沙螺灣等地生產的香樹製品皆用木箱裝好，會經陸路運至尖沙頭（今尖沙咀）的碼頭，用小艇送到石排灣（今香港仔），再用俗稱「大眼雞」的艚船運至廣州，遁陸路經南雄，越大庾嶺，過贛江至九江府，沿長江送往送往蘇杭銷售。
佛朗機（明朝稱葡萄牙王國為佛朗機）船長費爾南·佩雷茲·德·安德拉德在1516年率船隊前往中國，並於翌年8月15日抵珠江口與明朝廣東地方官員接洽，是為葡萄牙和明帝國的第一次官方接觸。事實上，早於1514年（明朝正德九年）葡萄牙已派船隊抵達並佔領屯門，控制香港地區的屯門和后海灣達七年，並於當地立石柱，刻葡萄牙國徽於其上，以示佔領。
1521年（正德十六年），佛朗機人（明朝稱葡萄牙人和西班牙人為佛朗機人）強行駛入香港，企圖前往廣州貿易，曾在屯門附近與明朝水師激烈交鋒:3。明軍於向葡萄牙海軍開戰，史稱屯門海戰，戰役持續40日，葡軍陷入苦戰，最終狼狽返回馬六甲。翌年4月，葡軍再派出由六艘軍艦組成的艦隊企圖重新佔領屯門，8月兩軍在大奚山茜草灣附近對峙。此戰從茜草灣海面一直打到哨州（約在大嶼山以西，萬山群島以東）海面，最後明軍大獲全勝。葡萄牙在香港挫敗後將目光轉向了澳門。
1550年代，廣東海上巡邏劃分三路，之後明代海防文獻經常提到屯門、大澳、東涌，另外加上佛門堂共設立4個巡防前哨站，都位於通往南頭半島航線上；由於澳門到廣州航道水淺不能行使，外來船必須由大嶼山經南頭，直入虎頭門，方可抵珠江:3。
據1581年編《蒼梧總督軍門志》，海防圖已記載九龍:3。萬曆年間完成之郭斐著《粵大記》在廣東沿海圖中記有九龍山；其他舊志記載海防設施，也提及九龍是重要汛站之一:4。《粵大記》已有赤柱、黃泥涌及香港等地名；據記載，當時香港居民主要是漁民、農民及打石工人；漁民最多，赤柱當時人口最多:4。
1623年，荷蘭船隻入侵佛堂門水域、近岸停泊；1630年，海盜船隻百餘艘闖入佛堂門外水面，企圖在南頭半島登陸:4。

### 清
清朝的香港屬寶安縣管轄。清廷為防沿海居民接濟鄭成功，於1662年（康熙元年）下令遷海，沿海居民須向內陸遷徙50里，居民家園盡失。海禁令香港受嚴重影響。遷海後漁鹽業廢置、田園荒蕪，沿海居民深受遷海之苦，廣東巡撫王來任、兩廣總督周有德請求復界。據《新安縣志》記載，1668年（康熙七年），在新安縣沿邊設置21座墩台，包括九龍墩台:5。1669年（康熙八年）朝廷終允復界，香港居民陸續遷回。新界五族於上水設立報德祠恭奉兩公該祠及鄧族於錦田設立周王二公祠內設周王二公書院並每十年打醮一次以作答謝。
清朝中葉，隨著清朝與外國有更多接觸，接近當時貿易中心廣州的香港也成為各國商船的停留點之一，當中以瀑布灣最為著名。而朝廷亦加強對香港一對的軍事防衛，例如設立官涌炮台等。清嘉慶年間編《新安縣志》稱，赤柱有兵把守:4。1838年末，道光帝派林則徐為欽差大臣急赴廣東查禁鴉片:7。
1839年6月20日，九龍尖沙咀村發生林維喜案。英國水兵在村內醉酒鬧事，打死村民林維喜，林則徐要求英國商務總監查理·義律交出兇手，義律卻自行輕判了事。此事成為第一次鴉片戰爭的導火線，為香港割讓和香港被英國發展成為大城市埋下伏筆。同年11月，中英隨即爆發穿鼻之戰，英方戰敗後逃回尖沙咀，林則徐下令軍隊駐在尖沙咀附近的官涌（今佐敦）還擊，結果成功將英軍驅逐出尖沙咀，史稱官涌之戰。

## 港英前期（開埠至二戰）

英國國旗

香港旗（1871年—1876年）

香港旗（1876年—1941年，1945年—1955年）

### 香港割讓（1842年）

香港成為英國殖民地過程

香港割讓始於1842年，開埠則於1841年開始。1840年2月20日，英國政府連發4道訓令，任命義律為全權代表，派出遠征軍對中國用兵:7。清政府派直隸總督琦善與英軍交涉，於是琦善作為欽差大臣到廣州，中英開始談判:8。
1841年1月琦善與查理·義律在清廷與英國政府不知情下草擬《穿鼻草約》，並於1月20日由義律發出《致女皇陛下臣民通函》。1月27日，義律提出「穿鼻條約」草案，其中一條是割讓香港島，要求照此訂約，琦善並未接受要求:8-9。地點是珠江口內的獅子洋（位於廣州番禺區蓮花山及東莞沙田鎮兩旁）。1月24日，當談判之際，英軍司令伯麥下令佔領香港島， 並指派英艦「琉璜」號執行此任務；「琉璜」號艦長愛德華·貝爾徹在《環球航行記》稱：「我們在1841年1月25日上午8時15分登上陸地……艦隊於26日到達，海軍陸戰隊登陸，在駐地升起英國國旗。司令官伯麥爵士在艦隊的其他軍官陪同下，在陸戰隊施放的禮炮和軍艦的隆隆炮聲中，正式佔領該島」；「琉璜」號從大嶼山西南駛往香港，在水坑口登陸:8。2月1日，義律頒布第一個告示稱：「至爾居民，向來所有田畝房舍產業家私，概必如舊，斷不輕動。凡有禮儀所關，鄉約律例，率准仍舊，亦無絲毫更改之議……擬應大清律例規矩之治，居民除不拷訊研捃外，其餘稍無所改。凡有長老治理鄉里者，仍聽如舊……責成鄉里長老，轉轄小民，使其從順毋違。」:52月5日，琦善提出修正案：「既經奏請大皇帝恩旨，准令英吉利國之人，仍前來通商，並准就新安縣屬之香港地方一處寄居……」，琦善始終堅持他只能代為奏懇，並未作出更多許諾:9。另一次會談在2月10日，地點是蛇頭灣（位於東莞市虎門鎮北面），前後兩次會談皆無結果。2月13日，義律將「穿鼻條約」草案送呈英國外交大臣巴麥尊，巴麥尊認為義律沒有完成既定任務，只是佔領一個荒島，於是將其撤職:9。琦善因在香港問題上對英國讓步，道光帝下令「革職鎖拿來京治罪」:9。由於清廷及英國政經界分別認為有辱國體及獲利太少，故雙方不承認《穿鼻草約》的存在，但英國軍隊並沒有撤出香港島。4月30日，英國決定停止談判，任命璞鼎查為駐華全權使臣:9。英國人在香港採取措施如下：㈠強化軍事設施，在港島駐兵布防，建立軍港、倉庫、炮台及永久船塢，作為華南主要軍事據點；㈡建立殖民統治機構，義律在佔領港島後不久即稱，「要不失時機地在香港建立鞏固和永久的商港和英國政府」，還組建法院、警隊、監獄；㈢義律拍賣港島土地；㈣開始修建皇后大道，商人建造倉庫和住宅:9。
據1841年英國官員參遜稱：「赤柱村是全島最大及最重要的村落……共有房屋及商鋪180餘間……居民從事農耕、商業及漁業，……常有為數350多艘大小船隻在這裡停泊。」:4閩浙總督奏折中稱：「香港為商船內駛必由之路，其島曰紅香爐，上有營汛居民，並非偏僻小港可比。」:4英軍統帥曾照會清大鵬營副將賴恩爵，要求「速將該（香港）島各處貴國所有官兵撤回」:4。
直至1841年，清朝在第一次鴉片戰爭中被大英帝国打敗，並於翌年與英國簽訂《南京條約》，將香港島連同鄰近的鴨脷洲正式割讓給英國。此後，香港人口漸增，逐漸發展成一個以貿易業、貨倉業為主的轉口港。

### 英國租借前的新界（1800－1899）
由於交通極為不便，新界地區與港島及九龍的交流極小，因此仍然維持著傳統的宗族社會。此時的新界不斷發生械鬥，各村之間為著墟市或商業利益，以至婚姻以及文化等衝突而進行械鬥。

### 開埠初期（1841年－1900年）

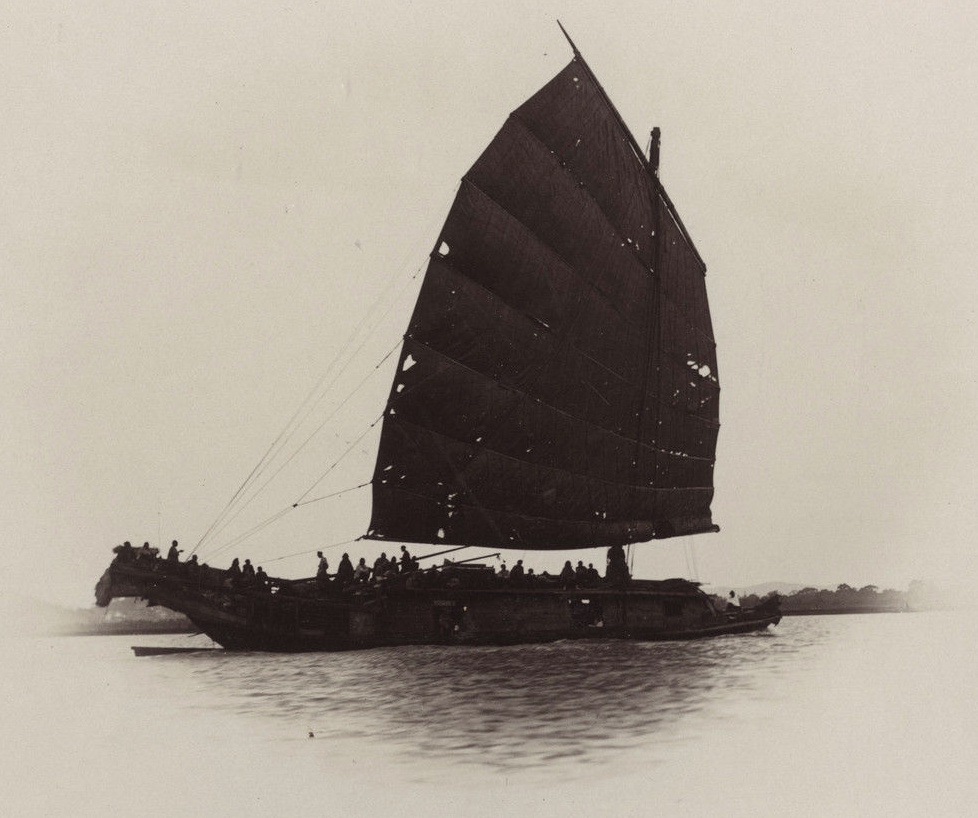
1880年代的䑸隊

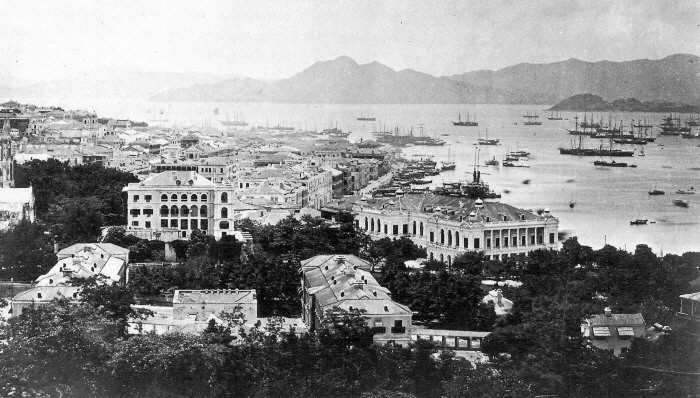
1890年代的域多利城

英國於1841年正式殖民香港島後，即宣佈香港為自由港，不斷沒收原居民的土地，是為「香港開埠」。英國的商人，包括鴉片商販，逐漸將香港建立成與東方自由貿易的樞紐。美國的鴉片商販及銀行家亦有到香港參與跟中國華南即廣東福建臺灣一帶的貿易。
1842年6月，璞鼎查指揮從印度調集百餘艘船隻、萬餘士兵；8月29日耆英、伊里布代表清政府同璞鼎查在南京江面上英艦「康沃利斯號」上，簽訂《南京條約》，第三款關於割讓香港文字為：「因大英商船遠路涉洋，往往有損壞須修補者，自應給予沿海一處，以便修船及存守所用物料。今大皇帝准將香港一島給予大英帝國主暨嗣後世襲主位者常遠據守主掌，任便立法治理。」:9-10
1843年，清政府派九龍司巡檢1員駐扎九龍；1846年建立九龍城寨，九龍半島有100多家店鋪，並建有許多廟宇，如九龍城侯王廟、旺角觀音廟等:5。九龍半島和香港島之間是世界少有天然深水港灣，寬約1.5至9.6公里，深度2至14.5米，可供巨輪自由往來停泊，戰略地位十分重要:11。
1851年太平天國起义，不少華南商人遷往香港逃避戰亂。香港人口由1851年的33,000多人，增至1865年的12萬多人。清政府最初只實施廣州一口有限通商，自五口通商以後，香港成為列強與中國的主要轉口港，廣州的廣東以及福建商人和來自廣東以及福建各地的商人亦移居香港。東南亞為世界各列強的殖民地，而經濟則被福建人控制，福建人經香港轉運貨物到五口通商城市，列強、滿清及五口通商的商家則收取當地的營商費用，英國人和福建人則賺取巨額的轉運利潤。廣州原為英國企業駐華的中心，但香港開埠後，英國人的公司(以鴉片為主)都改以香港為中心，亦由香港運到五口通商城市。從1851年至1900年期間，超過200萬廣東及福建人經香港移居海外，當中主要是四邑人，而福建人大多到東南亞經商，當地的企業絕大多數屬於福建人，而且控制了當地的經濟，福建人從營商取得大量財富，而且一直希望推翻滿清政府以建立一個資本主義和民主的中國，大力出錢以供楊衢雲革命，有志得到資本的不少和香港的福建人通婚，如孫中山娶陳粹芬，因為福建人很多只願經商，不願替別人工作，亦有需要請華人監控當地工人，而且優先請了與福建人關係較密切的廣東人（包括廣府人、潮州人、客家人），當時東南亞為歐美殖民地，人均GDP雖低於歐美，但亦遠高於清朝末代，當管理層的薪金亦遠比美國修鐵路華工高。因為當時美國排華嚴重，而且當地華工有黑社會操控，所以潮州人、客家人大多只在東南亞工作。而歐美亦有福建人的企業，但亦少於中國和東南亞，廣東人經商地主要在香港以及廣州。
1860年克靈頓中將從印度加爾各答到香港新任陸軍司令，3月18日指揮英軍第44團特遣隊強佔尖沙嘴一帶，5月19日撤離九龍半島:13。10月，英法聯軍從天津攻入北京；在英國、法國軍事和外交壓力下，恭親王奕訢完全接受要求，於10月23日簽訂中英《續增條約》（即中英《北京條約》）和交換中英《天津條約》批准書；在正式換約前夕，英國提出在《北京條約》中增加三條，其中一條就是「廣東九龍司地方併歸英屬香港界內」；該條約第六款規定：「……茲大清大皇帝定即將該地界，付與大英大君主並歷後嗣，併歸香港界內，以期該港埠面管轄所及，庶保無事……」；按此，英國強佔新安縣九龍司部分領土，即現在九龍半島界限街以南土地（包括昂船洲在內）:14。
1873年，香港人的職業以漁民、水手、農夫、屠夫、舖東及差役等為主。
1890年代，华南發生鼠疫。1894年春，在廣州傳出超過10萬人死亡的消息。同年五月，上環太平山街一帶的中國人集中聚居的地區亦爆發鼠疫，每日死亡人數最多達100人。結果當年之內共有2,552人死於瘟疫，為數約10萬名的華人離開香港，貿易額亦一度大幅下降。之後30年之內，鼠疫仍偶爾在香港出現，1898年至1900年期間，便再有1,290人死於鼠疫。
1894年，港督威廉·羅便臣向英國殖民地大臣里彭主張佔領香港新界：「加普礁和橫瀾島上各有一個極有價值的燈塔。兩個島嶼都屬於中國……港灣東西兩面的入口鯉魚門和青州也屬於中國……九龍城屬於中國……中國本身，或是對中、英作戰的一個外國，可以在珠江北岸或鯉魚門外的大鵬灣登陸，南下九龍半島，不僅可以乘隙攻擊我要塞，而且易於從中國領土上炮轟維多利亞港並截斷本殖民地的食物供應……從防禦的觀點看，香港界址應拓展至大鵬灣到深圳灣一線，並包括加普礁、橫瀾島、薄寮洲以及距香港3海里以內的所有島嶼在內。」:15
1895年甲午戰爭結束後，曾為清政府說項的德國、法國、俄國更有藉口提出租地要求；其後局勢緊張，英國認為如要防衞香港，必須取得鄰近土地的控制權:320。
1898年4月2日，強租新界談判正式開始:16。英國駐華公使竇納樂對慶親王奕劻稱：「香港殖民地不滿足於它目前的界限，希望展拓香港界址……以為保衛香港之計」:16-17。第二天，竇納樂向總理衙門大臣李鴻章提出展拓香港界址，李稱：「如果展拓範圍不大……同意」，竇納樂稱：「要求不會超過防禦需要的範圍」:17。4月5日，李稱：「俾英國當局得以在香港兩邊設防……不要超過這個限度」:17。4月24日，竇納樂據英國外交部指示，向李等出示展拓界址地圖，李等堅持不允；竇納樂稱膠州灣租借地和旅大租借地都比英國要求香港界址要大；李稱中國已經同意租借威海衛給英國；竇納樂稱訂租威海衛對中英兩國都有利，只要俄國撤出旅大，英國就願意馬上離開威海衛:17。李等不再與之爭論，但堅決反對英國佔領九龍城，理由是中國衙門所在，雙方就九龍城問題激辯；最後英方同意就九龍城問題讓步，但着中國「必須接受」英方提出之拓界範圍:17。李等原則上默認英方提出之拓界範圍，但有幾點保留：㈠九龍城仍應歸中國控制；㈡展拓的界址不是割讓，屬於租借性質，「全部土地得付租金」；㈢中國得「自由使用中國船隻慣常使用的九龍碼頭」；㈣由於「新展拓的地方更便於走私活動，（中國）海關方面擔心，除非（香港）殖民當局給予更有效的幫助，稅收將蒙受嚴重損失」，因此，希望香港政府「承諾在保護中國稅收和反對走私方面給以更多的幫助」；對此，竇納樂僅同意拓地是租借性質:17-18。5月2日，竇納樂再次會見李等，將展拓香港界址範圍訂為：北部陸界——從沙頭角海至深圳灣最短距離劃一直線，此線以南租給英國；東界——東經114°26'，西界——東經113°47'，南界——北緯21°48':18。竇納樂稱已將上次總理衙門提出之保留九龍城管轄權等條件報告英國政府，「並不反對這些條件」:18。5月19日，竇納樂攜帶其擬就之中英《展拓香港界址專條》稿本，同李等談判定稿；稿本「黏附地圖」標明由英方提出並經中方同意之展拓界址範圍，並明定展拓界址是「新租之地」，即租借地，為期99年；英方同意「現在九龍城內駐扎之中國官員，仍可在城內各司其事，惟不得與保衛香港之武備有所妨礙……仍留附近九龍城原舊碼頭一區，以便中國兵商各船渡艇，任便往來停泊，且便城內官民任便行走」等；李等審閱上述內容後同意，僅在細支末節提意見；中英《展拓香港界址專條》達成全面協議:18。竇納樂根據指示，修改展拓香港界址範圍：「⒈收縮西面界限，以免妨礙通向廣州的入口；⒉不再對北緯22°09'以南諸島提出要求，因此該等島嶼不包括在租借地範圍之內；東面界限擴展至東經114°30'一線，俾使整個大鵬灣劃歸英國控制。」:18-19英方以「同意」中國兵船使用大鵬灣、深圳灣之「讓步」，換取租與兩灣水域；中方重申要英方保護中國稅收、防止走私，雙方達成一項英方採取相應措施之諒解，後來得到英國政府批准:19。
根據1898年6月9日在北京簽訂《展拓香港界址專條》，清政府同意租借九龍界限街以北直至深圳河的新界地域，以及235個島嶼予英國，為期99年；英國此舉僅在針對法俄兩國，而非對付大清:320。6月9日，中英《展拓香港界址專條》在北京正式簽字；李鴻章和許應揆代表清政府簽字，英國駐華公使竇納樂代表英國政府簽字；英國將沙頭角海到深圳灣之間最短距離直線以南、九龍界限街以北及附近235個島嶼和大鵬灣、深圳灣水域強行租借99年；英國強迫中國簽訂中英《展拓香港界址專條》，損害中國主權和領土完整，使英國唯一受益之不平等條約:19。中英雙方在新界北部陸界定界，英方提出要以深圳河北岸為界，中方被迫同英方簽訂《香港英新租界合同》；英方談判代表駱克稱：「我很高興，經過相當大的困難以後，我得以誘使中方委員同意以深圳河北岸直抵該河河源作為中英地界……從而完全控制了那條在《專條》黏附地圖上沒有包括在英國租借地內的河流」:20。清政府保留九龍寨城之行政權力，仍有權使用九龍城碼頭，「惟不得與保衛香港之武備有所妨礙」；1899年12月27日，英國君主會同樞密院議決撤銷這項條款，由英國單方面接管九龍城:320。在此之前，英國人已於1899年4月接管新界，接管初期尚有零星反抗，但後來終告停止，遂成為香港一部分，但與市區分開管理:320。
自1841年，英國一直沒收原居民的土地，條約簽訂後，一些原居民知道英國又是來沒收土地，在英軍接管新界地區時，就作反抗，發生激烈的新界六日戰，新界原居民死傷慘重，最少五百人被英軍殺死。錦田吉慶圍的鐵門更被英軍拆除運往英國當作戰利品，直至1920年代才交還。

### 1901年－1941年

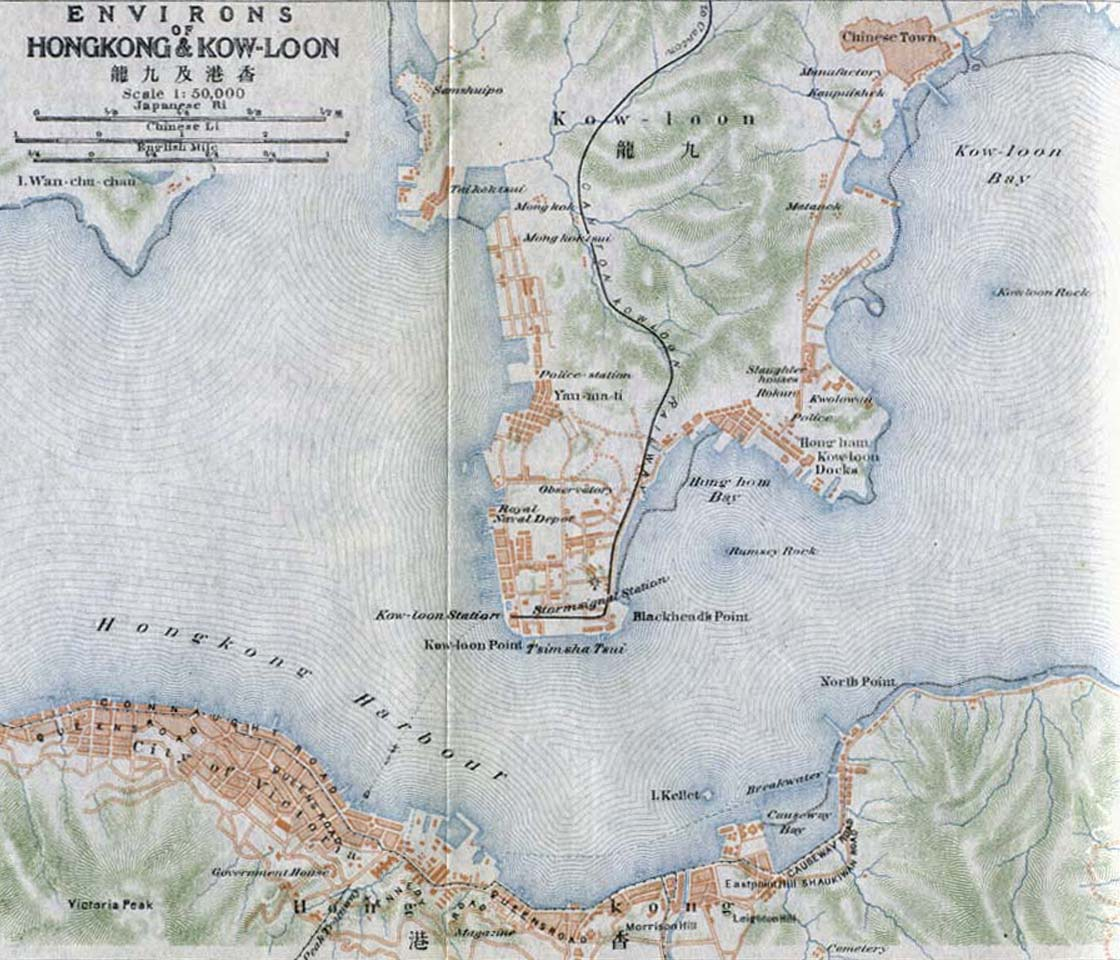
1915年香港地圖

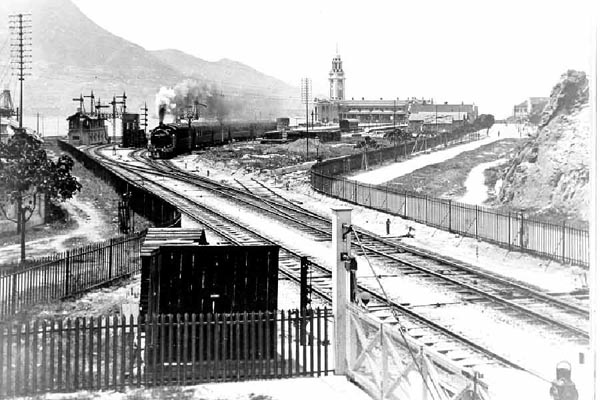
1920年代九廣鐵路尖沙咀站

踏入20世紀初，香港發展成為與南中國貿易的轉口港。香港人口穩步增加，市區面積亦按此增大。1876年香港人口14萬人，至1914年已增至50萬人。隨著城市發展，香港一路增設各種現代市政建設，例如香港電車、九廣鐵路、水塘、醫院、香港中華煤氣、中華電力、香港電燈、大東電報局等。1912年，香港大學成立。
1911年，武昌起義推翻滿清，並以「軍政府」名義宣告中華民國成立。1912年，清帝退位，清朝滅亡。1917年對德宣戰案，令第一次世界大戰中的香港有被德國軍艦攻擊之虞，最終危機化解。1922年香港海員大罷工及1925年至1926年省港大罷工。
1932年起，大日本帝国籌組滿洲國，東亞地緣局勢開始失衡，英軍考慮加強對香港的防衛。而當時全球經濟大蕭條及銀本位貨幣制度受到衝擊，都對香港經濟構成一定影響。1937年中華民國抗日戰爭正式爆發，除了使大量難民湧入香港，更代表日軍的威脅更接近一步。
1936年1月，潔淨局重組為市政局後的第一場民選議席的香港市政局選舉，周錫年在沒有競爭對手下當選，是香港有史以來首次有民選議員進入議會，而首次有競爭對手爭奪議席的選舉是1940年香港市政局選舉，羅理基擊敗對手當選。
1941年以前，華民政務司署主要係通過東華三院和保良局，還有各社團如宗親會及同鄉會等，與民眾保持聯繫；亦密切聯繫行政、立法兩局之華人非官守議員，議員均為香港華人社會之領袖:4-5。

## 日佔時期（二戰）

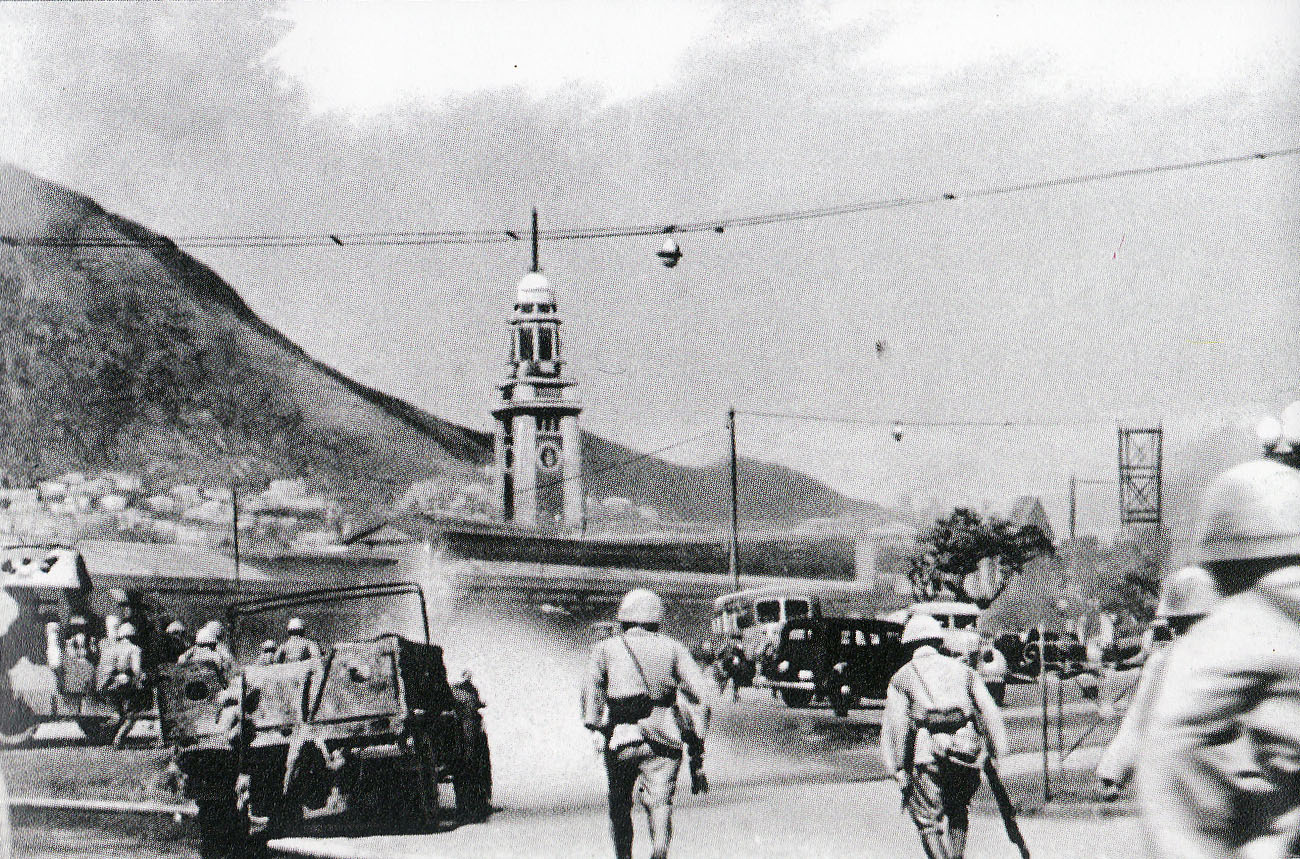
1941年12月12日早上，日軍攻入尖沙咀，前方為尖沙咀鐘樓

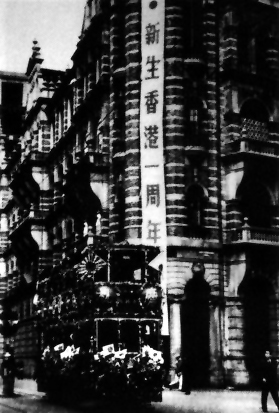
1942年12月25日，佔領地政府慶祝「新生香港一周年」，插有日本軍旗的電車駛經中環書信館

英國和日本的關係在1930年代後期漸趨緊張。日軍於1938年10月在大亞灣登陸，隨後只用了短短10天便攻佔廣州，日軍同時封鎖香港邊境，並與駐港英軍對峙，而香港亦開始加緊備戰。1939年9月歐戰爆發，納粹德國在1940年6月攻陷法國後再攻打英國，同年9月日本與納粹德國及意大利組成軸心國，因為法國及荷蘭已經淪陷，面對德軍入侵的英國又自顧不暇，日本於是趁機謀劃奪取當時由歐洲國家支配的東南亞，以搶佔東南亞的天然資源和港口。
1941年12月7日，日本空襲珍珠港美國軍艦，正式加入第二次世界大戰:322。同一時間（香港時間1941年12月8日），日本又進攻香港:322。太平洋戰爭爆發，數小時後日軍入侵香港，觸發香港保衛戰。日軍取道中國大陸出師，英軍被迫撤離新界和九龍，退守港島:322。由駐港英軍、英屬印度陸軍、加拿大軍，及香港本地建立的義勇防衛軍和香港華人軍團組成的香港守軍，面對人數多超過一倍，作戰經驗豐富，又有大量火炮、飛機及海軍艦艇支援的日軍，英軍自開戰便處於劣勢。英軍在醉酒灣防線被攻破後，於12月13日撤退到香港島，之後英日雙方隔著維多利亞港炮戰。12月18日晚上，日軍利用炮轟造成的大火及濃煙，趁機橫渡維多利亞港登陸香港島，沿岸防守的英軍不敵有源源不斷增援的日軍，翌日雙方在黃泥涌峽展開血戰，之後在淺水灣、赤柱及銅鑼灣等地亦發生激戰，到12月24日在人煙稠密的灣仔也爆發巷戰，日軍又在聖士提反書院等地屠殺戰俘和護士。當時守軍包括香港義勇軍，苦戰一周後，以眾寡懸殊，難扭劣勢，終在聖誕日投降:322。12月25日下午，英軍司令莫德庇少將向港督楊慕琦匯報敗局已定，持續巷戰只會造成平民不必要的死傷，楊慕琦與港府高層商議後決定投降，楊慕琦在晚上抵達被日軍用作總司令部的半島酒店簽署降書，該聖誕日因而被稱為「黑色聖誕」。日軍隨即成立軍政廳，由酒井隆出任最高長官，直至1942年2月20日，日軍中將磯谷廉介出任首任香港日佔時期總督，香港亦成為日本東京政府直轄佔領地。
日本佔領香港歷時三年零八個月:322。淪陷時期，貿易停頓，貨幣貶值，糧運不繼，政府服務和公用事業受嚴重影響，許多港人避居中立之葡屬澳門，澳門政府也盡量收容:322。香港在日佔時期的民生、經濟等皆飽受催殘。日軍將香港的物資用於支撐其侵略戰爭，而市民獲得的糧食卻達不到維持健康的基本所需。日軍強迫香港市民以港元兌換軍票，又在香港實行皇民化運動，除了禁止使用英語及強迫使用日文，香港的街名地名亦被改成日式地名，日軍又經常對市民濫打濫捕，市民在街上遇上日本皇軍士兵時亦必須鞠躬敬禮，否則可招致毆打甚至殺身之禍。由於日軍濫發軍票導致惡性通貨膨脹，到1944年更發生飢荒。日治末期，為解決糧荒，日人驅逐大批居民離境:322。食品及其他物資嚴重不足，香港人口到1945年減至60萬。香港居民雖然備受壓迫，但大部分仍擁護同盟國陣線；中國遊擊隊在新界四出活動，逃匿之盟軍人員也得到村民掩護:322。

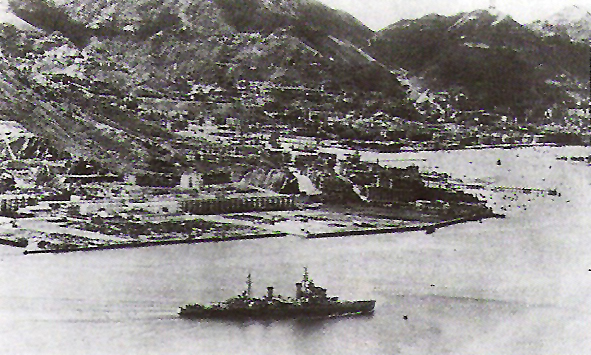
英國皇家海軍夏愨少將率領的艦隊於1945年8月30日抵達香港，結束日佔時期

1945年8月14日，日本宣布投降:322。8月15日，日本無條件投降。消息傳來，布政司詹森（後獲封爵士）隨即組織臨時政府:322。8月30日，海軍少將夏愨爵士率領英國太平洋艦隊抵港，成立臨時軍政府:322。香港日佔時期結束，當日遂定為重光紀念日。1945年9月16日，英國在舉行香港總督府受降儀式，中華民國亦獲邀派代表出席，由皇家海軍夏慤少將接受日本佔領地代表向盟軍投降，英日雙方在英方草擬的降書上簽字，確認佔領香港的日軍正式投降。香港重光初期暫時採取軍政府管治，並展開戰後重建工作，公共服務逐漸恢復正常。1946年5月1日，總督楊慕琦爵士回任，香港正式恢復民政統治:322。

## 港英後期（戰後至移交）

香港旗（1955年至1959年）

香港旗（1959年至1997年）

香港盾徽（1959年至1997年）

### 戰後發展

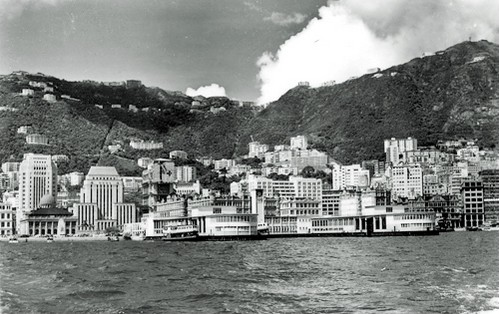
1950年代的香港

戰時許多華籍居民返回中國內地，日本投降後，他們紛紛返回香港，每月幾達10萬人之多:322。1945年8月，香港人口原已減至約60萬，但1947年底時，激增至180萬左右:322。
1948年至1949年間，中國爆發內戰，自中國國民黨開始遭中國共產黨挫敗之時起，許多人從中國大陸湧入香港，人數之多，破歷來紀錄:322。1950年，英國承認中華人民共和國政府，是蘇聯以後第一個承認新政權的欧美國家。1949年至1950年春，有數十萬人移居香港，主要來自廣東省、上海和其他商業重鎮:322。1950年中，香港人口估計已增至220萬；此後不斷增加，現時已逾650萬人:322。
1958年，周恩來會見訪華的英國商人肯尼斯·康德黎時，希望他向當時的英國首相麥美倫轉達以下說話：「任何將香港變成自治領的行動，中國均會視之為非常不友善的舉動。中國希望現時香港的殖民地政治狀態，絲毫不變。」英國政府認為若讓香港人實現普選議會和政府，中國必定強烈不滿，進而使中國決定提早收回香港。

### 暴動

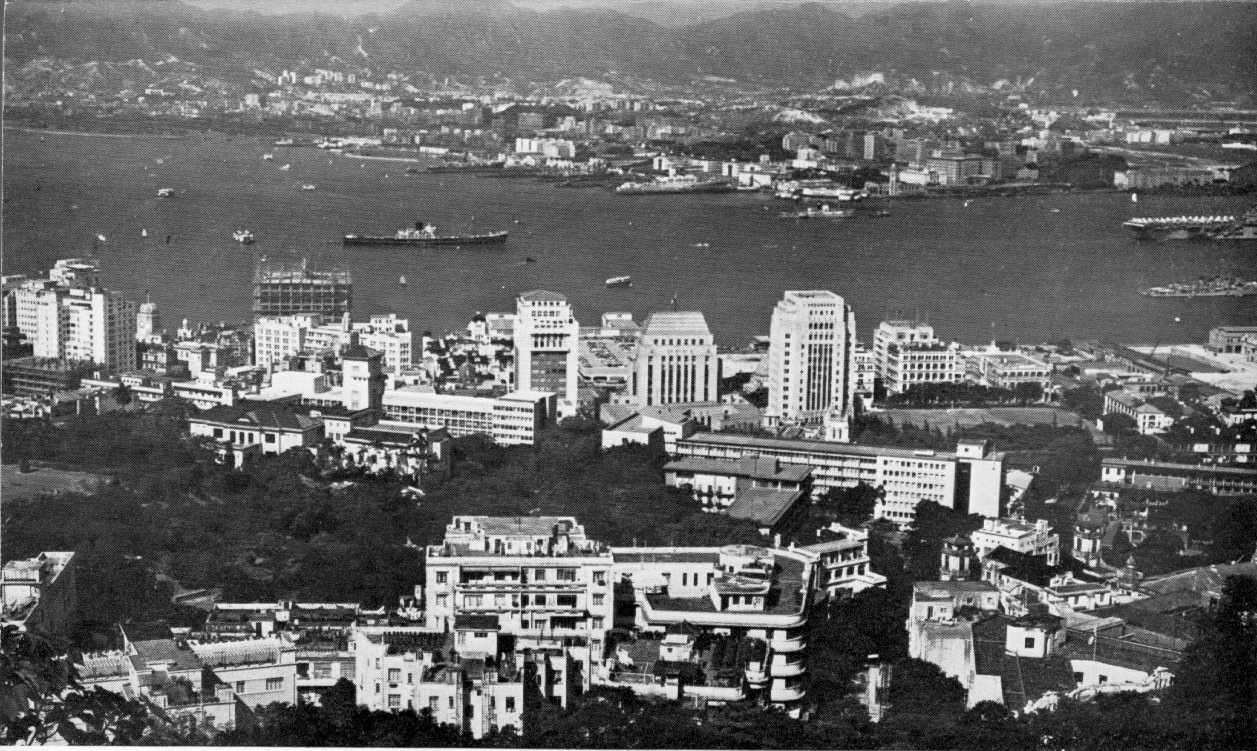
1960年代的香港

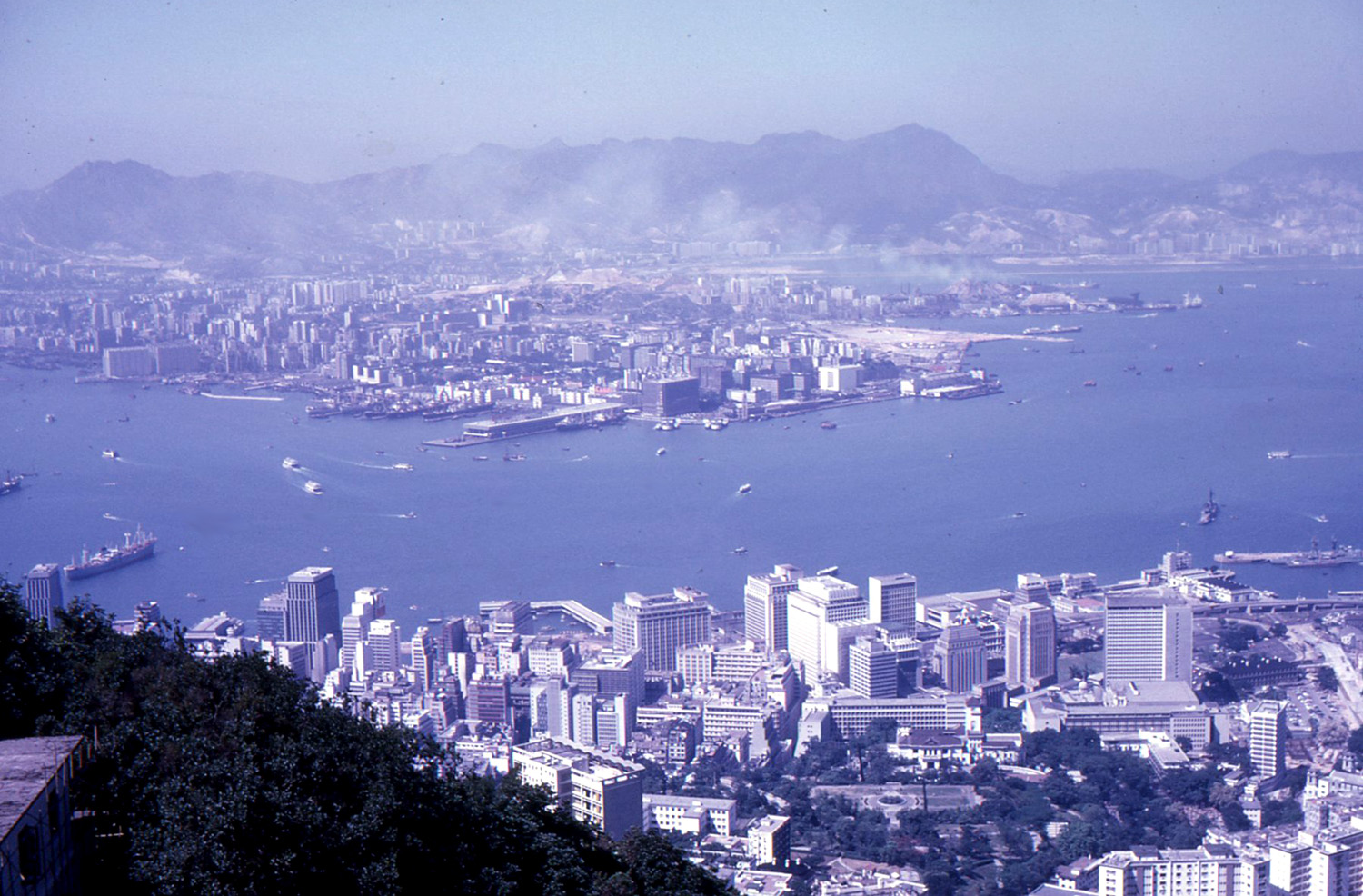
1960年代的香港

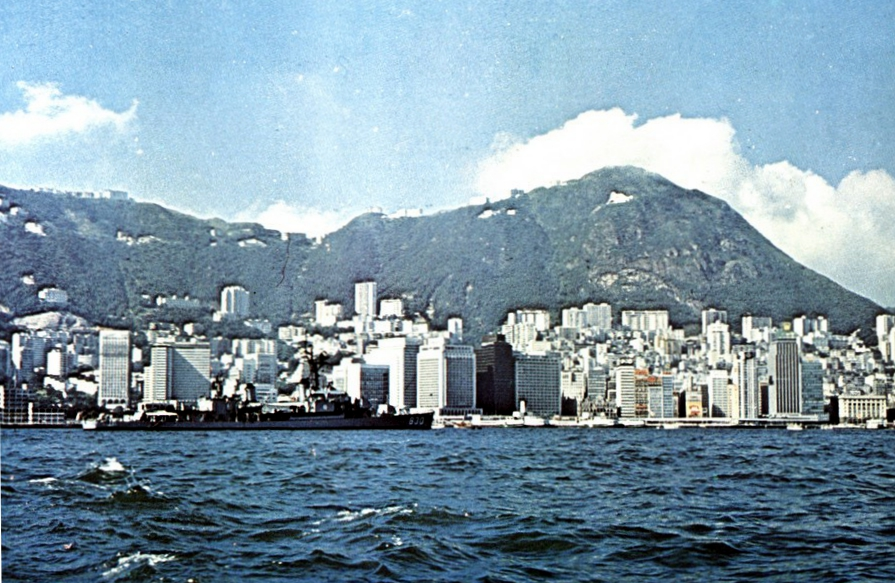
1960年代的香港

聯合國對中國實施禁運期間，香港經濟一度停滯不前；其後人口激增，香港不能單靠港口來維持繁榮，於是開始發展製造工業:322。
國共兩黨的衝突後來也蔓延到香港。1956年10月10日，右派工會大規模策動搗亂多家香港親共人士（左派）機構，事件導致超過300人死傷，即「雙十暴動」，港督葛量洪派遣軍警搜捕示威者才告平息。台湾情報人員從此被禁止進入香港。
1957年4月，周恩來提出要保持香港特殊地位「為我所用」之方針：香港總有一天我們是要收回的，連英國也可能這樣想；內地「要進行社會主義建設，香港可以作為我們同國外進行經濟聯繫的基地，可以通過它吸引外資，爭取外滙」，所以「保持香港這個陣地有好處」:24。「我們不能把香港看成內地。對香港的政策同對內地是不一樣的，如果照抄，一定搞不好。因為香港現在還在英國統治之下，是純粹的資本主義市場，不能社會主義化，也不應該社會主義化。香港要完全按照資本主義制度辦事，才能生存和發展，這對我們是有利的。……至於將來怎麼辦？我們不會來個七反八反的，不會像『三反』、『五反』那樣的搞法。……香港的企業家是我們的朋友，他們搞的是資本主義，不是帝國主義。過去我們同民族資產階級合作過，將來同香港的企業家還是可以合作的。港澳同胞不要擔心前途。……有些人一時還不相信我們，對我們的政策有懷疑，可以讓他們再看一看，看一二十年都可以。我們不要歧視他們，責怪他們。……我們要打開局面，就得對香港的民族資產階級講清政策，使人家有利可圖。」:25-26周恩來曾多次指示：「各地凡是有可能，對港澳供應都要負擔一些，不能後退。這個陣地越來越重要，對港澳供應確實是一種政治任務。」:26
1959年，針對少數人急躁的情緒，中國共產黨中央委員會主席毛澤東稱：從世界戰略之全局出發，「香港還是暫時不收回來好，我們不急，目前對我還有好處」:24-25。
香港製造業最初以棉織業為主，其後逐漸發展毛織業，到1960年代後期，更擴展至人造纖維和成衣製造業；1960年代時，香港輸出紡織品和成衣，佔本地產品出口總值51%以上；電子製品、鐘錶及印刷也是重要工業:322。
1960年，中國政府總結10年經驗，提出對港澳「長期打算，充分利用」，即對香港未來作長期打算，在可預見的將來不採取足以改變香港現狀之政策，為中國建設和外交戰略服務:25。
1963年，針對國外有人責難中國港澳政策，中國政府公開聲明：「香港、澳門這類問題，我們一貫主張，在條件成熟的時候，經過談判和平解決，在未解決以前維持現狀。……中國人民不需要在香港、澳門問題上顯示武力，來證明自己反對帝國主義的勇氣和堅定性。」:25
1960年代，在「文化大革命」的影響下，1967年，香港於一場勞資糾紛而演化成六七暴動。由於受到言論煽動及曲解了民族主義，大批揮動毛語錄及叫喊口號的暴徒遊行往港督府。隨着1967年5月初來臨；集體示威逐漸減少，取而代之的是恐怖主義及放炸彈活動。香港地下黨、表現為親中共的左派介入工潮活動，把文革的舞台搬到香港，與殖民地政府在街頭上對抗。5月16日，中共地下黨組織工聯會領導人物楊光等人成立「鬥委會」，公開呼籲左派人士走上街，以暴力手段試圖顛覆港英政府的管治。親共暴徒在四處縱火、大肆破壞，又焚毀巴士。巴士及電車司機如繼續上班保持香港正常運作，即受到恐嚇，甚至襲擊；暴徒在左派學校之課室內製造炸彈，然後在街上隨處放置，更成立鬥爭委員會，策劃與政府展開鬥爭。街頭被親共人士放滿大量炸彈，部分寫上「同胞勿近」的真假土製炸彈，使香港全城陷入一片恐慌之中，經濟一片蕭條。在香港的親中共報章卻在新聞報導及社論中支持恐怖活動，例如《大公報》以「在香港仔和深水埗連環炸彈相繼揚威」為標題讚揚發動炸彈襲擊的恐怖份子。但不久便發現沒有鬥爭首領願意往中國參加造成死傷無數之全國性鬥爭運動；而支持動亂之富商，即所謂「紅色肥貓」，則將子女送往他們極鄙之英美兩國讀大學。
而寶安縣方面的紅衛兵亦多次意圖越過中港邊界，包括爆發沙頭角槍戰。事件中，共產黨民兵從中國邊境開火。中國總理周恩來聲明「長期打算、充分利用」方針，禁止左派人士製造香港社會不穩。周恩來堅持目前不打算收回香港，這事件方逐漸平息。
暴動過後，香港殖民地政府意識到要改善民生，緩和社會矛盾。總督麥理浩於是在任內推行多項相關措施。最主要的是推行廉價出租公屋政策，使低下階層逐漸由山邊寮屋搬至公屋，改善生活環境。另外，麥理浩成立總督特派廉政專員公署打擊政府內嚴重的貪污問題。政府亦推行「九年免費強迫教育」、大學生資助計劃、廉價和優質醫療等，使香港逐漸步入現代化城市之列。再加上經濟迅速增長，香港與台灣、新加坡和韓國四個地方並称「亞洲四小龍」。

### 經濟轉型及亞洲四小龍

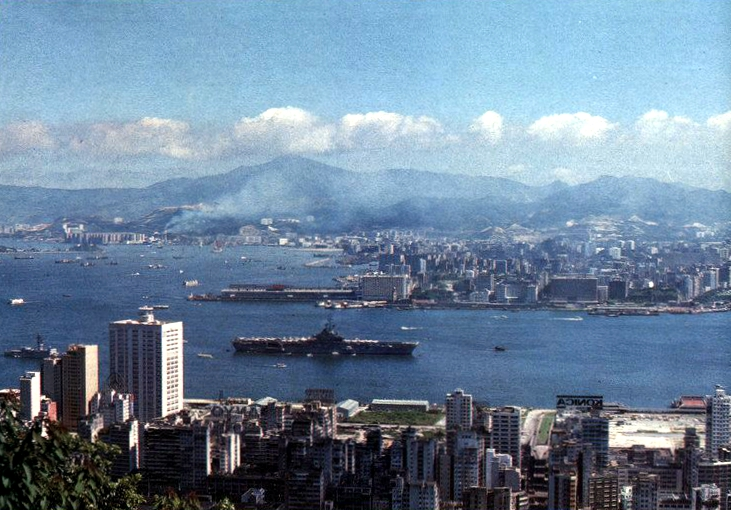
1970年代的香港

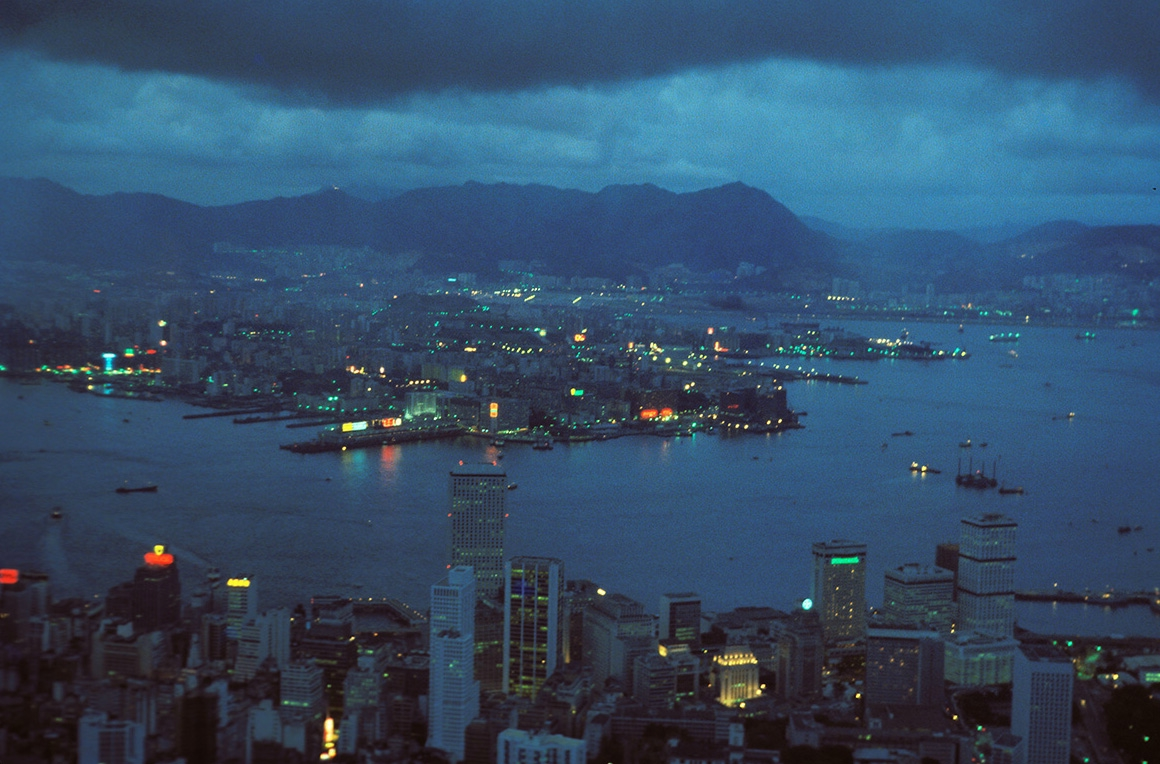
1970年代的香港

日本投降後，中國國民黨與中國共產黨爆發國共內戰。1949年，中華人民共和國成立，之後數以萬計的人從中國內地逃往香港。香港人口由1947年的180萬，增加至1951年的220萬。此後的三十年，香港爆發逃港潮，大批以廣東人為主的中國大陸居民越境到香港，香港人口以每十年一百萬的速度增長。大量移民為香港後期製造工業發展提供廉價勞力，不少外國公司在香港開設公司。華人資本家主要集中在東南亞，但1950-1980年代，東南亞排華，他們紛紛將資金轉移至香港以及新加坡，兩地經濟同時急速起飛，由於香港當時沒有大飢荒，移民與資金流入助推進入亞洲四小龍，所以香港人的生活水平，由1950年代香港只有英國的23%人均GDP急速上升到1987年追平英國的人均GDP，同時香港金融業起飛。1950年爆發的韓戰使聯合國對中華人民共和國實施禁運，香港原先依賴的轉口港貿易不能再維持。這些都為香港經濟轉型轉移至工業的迅速發展去創造條件，使香港搖身一變成為製造業中心，初時以紡織業為主，其後擴展至成衣、電子製品、鐘錶及印刷等。
聯合國對中國禁運期間，香港經濟一度停滯不前，香港人遂開始發展工業；由於人口激增，香港不能再依賴港口來維持繁榮；香港之工業革命最初以棉織業為主，其後逐漸發展毛織業，到1960年代後期，更擴展至人造纖維及成衣製造業:204。
香港居民較前豐裕，1971年57.5%香港家庭每月入息600元以上，16.6%每月不足400元，7.7%每月超過2,000元:2。1961年至1971年間，香港道路之長度由500英哩增至618英哩，汽車登記由47,000輛增至164,378輛:2。1969年公共小型巴士獲准行駛，於1971年共有3,800輛行走，每天載客過百萬人次:3。外國到香港旅客1961年只有220,884人，在1971年則幾達百萬人:3。香港工資在十年間，增加約一倍；據估計本地消費物價在十年間上漲一半，因此實際平均工資增加約50%:7。電視機在1961年是罕有之物，在1971年每10個家庭即有7家擁有:7。20年前，露宿者成千累萬，僅求糊口，工作艱辛在所不計，今日電視機已為生活必需品，居有屋，衣食溫飽:2。
1970年4月23日，港督戴麟趾在離任之前，也曾在《Governor to the Right Honourable Micheal Stewart, C.H., M.P., Secretary of the State for Foreign and Commonwealth Affairs》向倫敦反映：「香港市民對那相當有利的經濟氣候，以其一貫高度進取和努力的方式來回應，而他們大多能夠享受到應得的生活水平的提高。在這樣的情況下不能避免地出現期望的提高，以及（儘管還未普遍的）日趨對那些基於不同原因未能享受成果的、較貧困的人士的關注。在政府方面，它正努力在社會服務的範疇推動一系列計劃，以及在一般環境裡落實具體的改善措施。……香港在社會、政治及經濟方面，都顯然是一個需要維繫信心的社群。……堅持市民的利益不會受到任何侵犯。」:156-1571971年2月17日，戴麟趾在《J. R. A. Bottomley to Sir L. Monson》稱：「以香港的狀況而論，一個重要的元素是民眾能對香港政府有信心，認為它願意並且有能力保護殖民地居民的利益。如果那種信心受到嚴重侵蝕，則不得不更多用警力或其他力量，否則無可能維持殖民地管治。」:157港督麥理浩一方面準備就香港前途問題與中國談判；另一方面，殖民政府亦需要規劃提供社會服務；因此殖民政府需要加強工作，爭取市民信心，有助於累積民眾支持，為日後面對中國時，增加談判本錢:151。麥理浩是從戴麟趾手裡接過已經啟動之社會政策與服務，在整體施政中之功能略作調整，把建立市民信心之工作扣連到更宏觀之外交政治問題之上:158。1971年10月18日，麥理浩《Guidelines for Governor Designate of Hong Kong》：「一直以來香港政府相信，前瞻的規劃所帶來的保安風險遠超於它的好處。我個人的意見是現在衡量過正反考慮之後，應高度機密地進行一次徹底的對將來的審視。雖然我相信關鍵時刻不會在七十年代後期之前就開始，但規劃的過程現在就要啟動。」:150-1511973年1月1日，麥理浩在《Governor to the Rt. Hon. Sir Alec Douglas-Home, K.T., M.P.》稱：「它〔即香港〕的四百萬居民及他們的政府依然一方面依賴出口工業的增長來解決生計和帶來收入，而另一方面則它的存在要視乎中國政府的政策。……雖然我本人所採取的觀點較其他人有更多憂慮，時常牽掛如何令市民的信心不會受到動搖，更經常在想如何可以爭取時間及提高凝聚力，以應付有可能因有意製造或不幸地出現的壓力，但我認為這不是目前在香港普遍存在的看法。一般人更關心他們自己及子女的生活狀況，及未來改善生活的前景。這令香港政府的社會政策及其他改善生活條件的措施對殖民地的未來有特別重要的意義。再者，我發覺在最近十年裡，市民對在港的生活環境已變得沒有像以往般持着宿命的態度，而是對政府有更高的要求。……如果政府的表現未如預期，則這一份自覺與要求會對政府帶來潛在的危險。但這亦給予政府一個機會，看看它是否準備好面對訴求，和令市民相信它正準備這樣做。若能滿足那正在形成的要求，則有可能在市民中形成一種市民的自豪感。那是於十年或二十年前在一群宿命的、冷感的及掙扎求存的難民之中無法做得到的。……跟其他政府相似，本政府必須得到市民的贊同而施政，而同時它是沒有得到一個選舉制度的協助而進行管治的。假如我們要維持市民這種認同與支持，則不單要滿足他們的合理要求，還要令他們覺得訴求之所以得到滿足，及政府也真心的以此為目標。這種需要並非只因為我們希望行政措施能有實際的成果，而是我們也需要爭取市民的一種有力的信任。……這只可能是通過集體的力量而達至的，而這對傳統上只會跟從政府指示……盡量避免受到公眾事務所滋擾的市民而言，是一個新鮮的概念。我想從現在開始，政府政策必須令精英及大眾都感覺得到，正如他們在1967年所感受到的，香港是他們身心所歸屬的實體，也是一處他們希望在那裡生活的地方。」:158-1611973年1月4日，麥理浩在《Murray MacLehose to A.C. Stuart》稱：「但我覺得目前它〔指港英政府〕所能作出的最大貢獻，便是將內務管理得妥妥當當；這就是說，盡量發展得繁榮、團結、〔民眾〕滿足，以至不會成為批評的話柄。」:1521974年5月27日，麥理浩在《Hong Kong Objectives》稱：「大致上本殖民地之未來，將取決於一代接一代的中國領導人，視乎不同因素的比重和他們如何計算利益上的取捨。因此我們應該小心留意這平衡〔即中方從目前的現狀中取得的好處大於政治上的損失〕狀態。」:1531975年1月12日，麥理浩在《Meeting on Possible Constitutional Changes: Government House Hong Kong》稱：「香港並無空間容納一個擁有廣泛權力的次一層政府。香港地方太小，不宜分散。市政局選民資格可以擴闊，而非其功能。如果擴闊它的選民基礎而導致有要求擴充其權力，這是要反對的。鄉委會及互委會代表着一百萬市民，它們其實較只有約十萬選民的市政局，更能真確表達民意。」:1801976年2月13日，麥理浩在《Despatch on the Future of Hong Kong》稱：「香港政府在這個問題（香港前途問題）上的角色是相當清楚的。一方面，它絕不可做出影響中國的經濟及削弱其國家安全的事情。我們必須跟中國駐港的官員發展出實在的工作關係，及接受中國利用香港及在此進行活動的事實——殖民政府這樣做的同時，必須維持它作為該地方的主人。另一方面，它一定要繼續提出措施以改善生活水平及提高滿意度，同時亦令殖民地的經濟繼續發展。」:1751976年3月6日，麥理浩在《Hong Kong－Domestic Policies up to '80s》稱：「這個制度能吸引一批能幹的、開放的、把握資訊的和對公眾意見有敏感度的男女，他們準備好付出不少時間去處理公共事務。他們之所以被委任，是因為被視為個人真誠投入、準備為市民（不是某一階級或群體，而是整體的公共利益）發言的『代表』。在考慮改變時，必須小心，以免將一種受本地人接受、行之有效的安排，由一種無法做到這些效果的所替代。」:176
1972年，中國常駐聯合國代表黃華致函聯合國非殖民化特別委員會主席，重申中國政府對歷史遺留下來之香港問題和澳門問題之立場：「香港和澳門是被英國和葡萄牙當局佔領的中國領土的一部分，解決香港、澳門問題完全是屬於中國主權範圍內的問題，根本不屬於通常的所謂『殖民地』範疇。因此，不應列入反殖宣言中適用的殖民地地區的名單之內」；6月15日，聯合國非殖化特別委員會通過決議，向聯大建議從上述殖民地名單中刪去香港和澳門；11月8日，第27屆聯合國大會以99票對5票，通過有關將香港、澳門從殖民地名單中刪除之決議:27-28。
1972年10月，周恩來在會見英國客人路易斯·海倫時稱：「香港的未來一定要確定。『新界』租期屆滿時，中英雙方必須進行談判。現在兩國存在着正常的外交關係，英國自然應當在適當的時候參加談判。從中國拿走的領土必須歸還……中國的政策是不會在這些事情上倉促行事。」:28
1972年，香港遊客逾一百萬人次，以日本遊客為主，其次為美國；旅遊業總收入約為2千億元，約為國民收入6-7%:3。社會生活水準提高，社會日趨複雜:3。人民對政府期望更大，是時候發展房屋、教育和社會福利:3-4。十年建屋計劃，新房屋建設目標為150萬人興建房屋:4。教育方面，主要促進中等及技術教育，及為高等教育添置器材:4。
1975年，儘管世界經濟不穩定，政府仍然決心推行計劃改善今後10年香港一般生活水準，需費數十億港元計，包括為香港1/3人口提供新住屋、擴展中等教育及興建新醫院和診療所:1。

### 前途問題
1946年，香港總督楊慕琦提出楊慕琦計劃，以推動政制發展。計劃中香港會建立市議會，並縮減香港立法局中官守議員人數。惟後來計劃失敗。
1958年，周恩來以反對「讓香港成為一個像新加坡一樣自治的地區」威脅英國，任何推動香港自治的舉動都將被認為是「非常不友好的舉動」，不希望香港的殖民地位「發生任何改變」。在1960年代，中國官員廖承志進一步稱，如果英國允許香港自治，「我們將毫不猶豫採取積極行動，解放香港、九龍和新界。」
政府於1970年代初調整政策方針，逐步吸納華人進入決策機制。1973年由於受石油危機影響，香港經歷經濟大衰退，但自1974年開始高速增長達20多年。1970年代中香港地鐵開始動工，廉政公署成立，九年免費教育開始實行，香港公共房屋計劃進一步擴展，如十年建屋計劃及居者有其屋計劃。
1970年代初期，由於新界土地契約問題，英國政府曾多次要求中國當局延續新界租約。
1982年9月23日，中國政府領導人與英國首相柴契爾夫人在北京會晤；柴契爾夫人認為，英國在19世紀與中國清政府簽訂之三個不平等條約，「依據英國理解的國際法……都是有效的」，中國政府不可單方面廢除，只可通過協商加以修訂，這是「唯一的合法途徑」:79。1980年代初，柴契爾夫人稱英國目標「是以香港島的主權交換英國繼續管制香港」，但英方沒有得到「我們所渴求的」:83。1982年，柴契爾夫人於9月24日在北京、9月26日在香港舉行記者招待會，及接受英國廣播公司專訪時稱：「英國是根據過去簽訂的條約管治香港的，這些條約是有效的……它們是符合國際法的……我們遵守這些條約，那麼它也不會遵守其他條約」:83。柴契爾夫人還在香港公開稱：「我向你們保證，在進行那些會談時，我將不但代表英國，而且將本着英國對香港五百萬人負有道義上的責任和義務而講話。」:839月30日，中國外交部新聞發言人答記者問：「香港是中國領土的一部分。過去英國政府同中國清政府簽訂的有關香港地區的條約是不平等條約，中國人民從來是不接受的。中華人民共和國政府的一貫立場是不受這些條約的約束，在時機成熟的時候收回整個香港地區。」:8412月，全國人大五屆五次會議通過《中華人民共和國憲法》，其中第31條規定：「國家在必要時得設立特別行政區。在特別行政區內實行的制度按照具體情況由全國人民代表大會以法律規定。」:86
自1982年10月5日至1983年6月底，中、英兩國政府首階段會談，中國外交部副部長與英國駐華大使多次商討談判原則和程序；四次會談中，英方強調以繁榮穩定為共同目標，中方強調以恢復行使香港主權為前提，各說各的，迄至1983年3月，磋商仍停滯不前:85-86。
1983年1月，柴契爾夫人強硬稱，談判如無進展，就要對香港前途問題全民公決，或在短時期內使香港獨立或自治:86。3月10日，英國首相柴契爾夫人致函中國國務院總理趙紫陽，建議中英雙方舉行會談：只要英國政府和中國政府之間能夠就香港的行政管理安排達成協議，而這些安排能保證香港今後的繁榮和穩定，又能既為中國政府，也為英國議會和香港人民所接受，我就準備向議會建議，使整個香港的主權回歸中國；4月28日，中國總理趙紫陽復函中國政府同意盡快舉行正式談判:86-87。7月，中英兩國政府代表團第一次正式會談，開始中英會談第二階段:88。9月24日，港幣與美元兌換率由7：1跌為9.5：1，港滙指數也由71.7跌至57.2；一時人心惶惶，大批香港市民湧往銀行排長隊擠兌美元，商場出現搶購大米、食油等日用品，香港報紙稱為「黑色星期六」:90。
1984年1月起，中方首席代表為由姚廣轉為周南，英方首席代表由柯利達轉為伊文思:92。4月15日至18日，英國外交大臣杰弗里·豪應邀訪問北京，與中國領導人達成諒解：關於談判期限，雙方同意1984年9月草簽，年底正式簽署協議文本:95。5月25日，中共中央顧問委員會主任鄧小平在人民大會堂會見港澳地區全國人大代表和政協委員時，就香港報紙報道中國不會在香港駐軍傳言公開辟謠：「既然香港是中國領土，為什麼不能駐軍？……連這點權力都沒有，還算什麼中國領土！」:937月27日至7月31日，杰弗里·豪再次到北京工作訪問，中英雙方商定：設立中英聯絡小組；該小組是聯絡機構而不是權力機構，職責是磋商中英聯合聲明之實施，討論政權交接有關事宜，磋商雙方商定事項交換情況；該小組於1988年7月1日進駐香港，到2000年1月1日撤銷:98-99。9月18日，中英雙方就全部問題達成協議；9月26日，中英聯合聲明草簽儀式在北京人民大會堂舉行，姬鵬飛、李後、魯平、姚廣、尤德和參與談判雙方代表團全體成員；周南和伊文思在聯合聲明上草簽:102。

### 過渡期

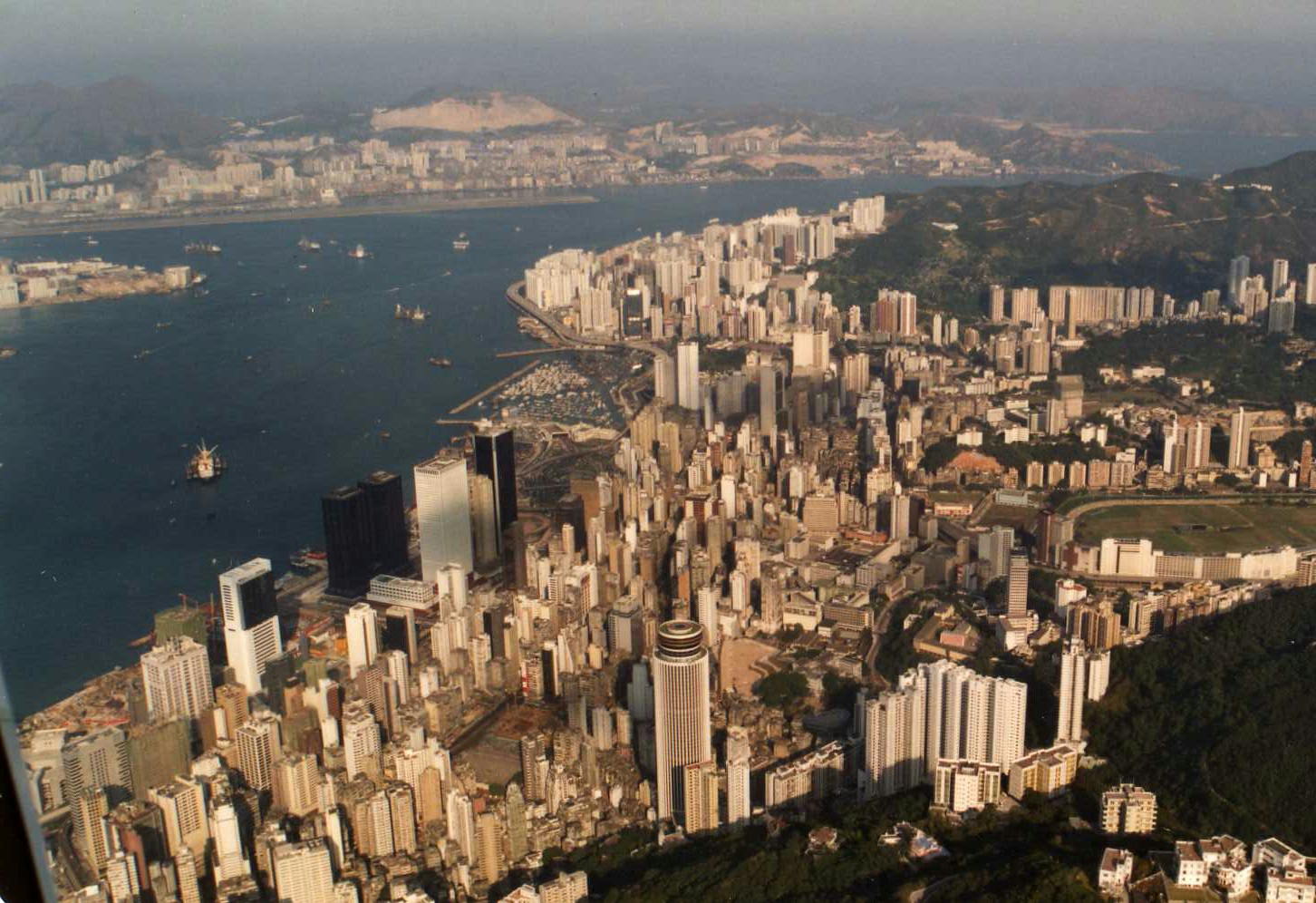
1980年代的香港

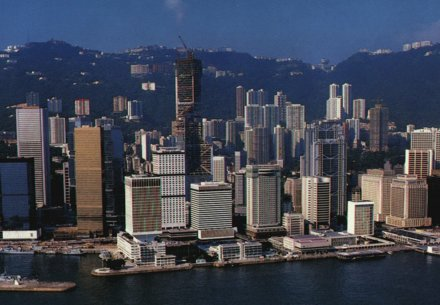
1980年代的香港

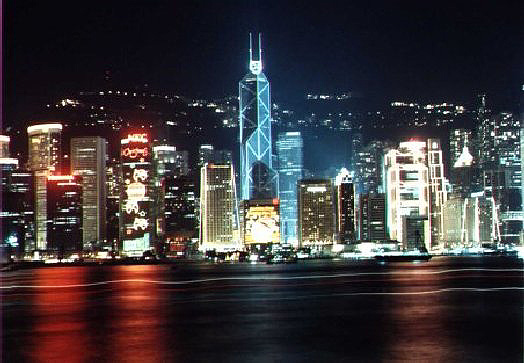
1990年代的香港

1980年代初，新界租約將於十多年後屆滿，最初英國向中國提出分拆香港的「主權」及「治權」，主權歸中國，但英國人仍保留治權。不少香港傳統上流社會的政治及商界精英，開始時亦支持有關建議，但遭中國領導人鄧小平否定。中國堅持英國對香港沒有主權，只有治權；而且中國不單要收回新界，更認為把香港島和九龍割讓的是「不平等條約」的產物，必須整體收回香港；但承諾保障香港人「高度自治、港人治港」的權利。鄧小平認為香港的資本主義自由經濟體系不同於中國大陸的社會主義體制，立即融合對雙方均無好處，故提出「一個國家、兩種制度」辦法，在收回主權的同時，容許香港擁有獨立的經濟及政治制度，即所謂「高度自治」。
1984年12月19日，中國總理趙紫陽和英國首相柴契爾夫人在北京人民大會堂正式簽署《中華人民共和國政府和大不列顛及北愛爾蘭聯合王國政府關於香港問題的聯合聲明》:103。英國與中國簽訂《中英聯合聲明》，規定香港之生活方式在1997年後保持五十年不變:317。除防務和外交事務外，香港將享有高度自治權，而中國之社會主義制度和政策，也不會在香港特別行政區內實行:317。
1985年2月7日，英國國會下議院經過辯論三讀通過《香港法案》，規定從1997年7月1日起，英國對香港主權和治權即告結束；3月28日英國上議院三讀通過，4月7日伊麗莎白女王在該法案簽字，法案正式生效:104。5月27日，周南和伊文思交換《中英聯合聲明》批准書，《中英聯合聲明》正式生效，香港進入過渡時期；同年秋，中英兩國常駐聯合國代表將《中英聯合聲明》遞交主管法律事務之聯合國副秘書長，完成在聯合國登記:104。
1989年北京發生六四事件，香港絕大部分人反對鎮壓，除了逾百萬人大遊行外，更曾罷工、罷市、罷課一日，其後更引發新一浪香港移民潮。當時港督衛奕信提出香港機場核心計劃。
1990年4月4日，《香港特別行政區基本法》獲全國人民代表大會正式通過，隨即由中國國家主席楊尚昆簽署主席令發布，象徵主權移交後的小憲法得到落實。1992年7月，彭定康獲委派為最後一位香港總督。由於六四事件後，民主進程一直備受港人關注，因此彭定康上任後，在香港推行民主政制改革，在香港立法會增加直選的議席，但北京認為彭定康的改革違反《基本法》，香港政府跟北京之間的關係變得十分緊張。
政府和非政府機構在推行社會福利工作方面，取得重大進展；社會福利開支由1987至1988年度之28.2億元，增至1997至1998年度之190.4億元:323。
當局制定完備之勞工法例，為僱員提供福利、保障、工傷補償，並照顧僱員之工作安全和職業健康；政府提供免費就業服務，幫助求職者尋找工作，也幫助僱主招聘工人；僱員再培訓局為因經濟轉型而失業之工人開辦訓練課程，使他們學習新技能，重新就業:323。

## 特區時期（移交後）

中華人民共和國國旗（1997年至今）

### 主權移交中華人民共和國
1997年7月1日，香港成為中華人民共和國的特別行政區:317。中華人民共和國拒絕接納香港立法局，改為成立臨時立法會取代。下級議會即市政局、區域市政局和區議會都作相類的安排。董建華成為第一屆香港特別行政區行政長官。陳方安生和曾蔭權分別順利過渡為政務司司長（前稱布政司）和財政司司長（前稱財政司）。大部分政府高官順利過渡到新政府。
近年來，香港與內地關係比以前更為密切；不單商業聯繫很多，政府之間之接觸以至居民之往來也很普遍；密切關係源於文化、地理位置和歷史等因素:317。
| 主權移交後改變的地方 | 主權移交後不變的地方 |
| --- | --- |
| - 香港總督一職取消，其職能大致由香港特別行政區行政長官（俗稱「特首」）取代。 - 所有香港特別行政區政府機構改為懸掛中華人民共和國國旗和香港特別行政區區旗，取代原來的英國國旗及香港旗。 - 政府部門標誌中的皇冠改為洋紫荊，有部份更全新設計。 - 政府部門（如皇家香港天文台、皇家香港警察隊等）及一些組織除去「皇家」的稱號，除了皇家香港遊艇會的英文名稱。部份政府部門及組織、官職更名（即使不涉及「皇家」字眼），例如英皇御准香港賽馬會改稱香港賽馬會、人民入境事務處改稱入境事務處、立法局改稱立法會、行政局改稱行政會議、律政署改稱律政司、布政司改稱政務司司長。 - 駐港英軍解散，大致由中國人民解放軍駐香港部隊（簡稱「駐港解放軍」）取代。 - 多了學校教授普通話，有部份甚至以普通話取代粵語，作為中國語文科、中國文學科、中國歷史科的教學語言。 - 大多數香港中學教育原以英語作為教學語言（但當中大多數實際上是「英書中教」，即僅限課本、講義等書面上學習材料使用英文，教師口頭上以中文（通常是粵語）講課）。1998年學年開始，約8成公營和資助中學，被政府強制實施母語教學，即書面上學習材料使用中文，並以粵語講課，先由中一級實施，然後按年遞升至中五級。僅有114間公營和資助中學獲政府特准，可繼續實行英語教學，約佔當時全港中學（約500間）的2成。但英文仍然是整個教育體制的必修科，專上院校仍維持以英語作教學語言（涉及中國語文及文化、中國歷史、中醫學等科目除外）。 - 參與奥林匹克运动会等國際性賽事時，香港代表隊由代表「香港」改為代表「中國香港」。 - 中文雖仍以繁體字及粵語為主，但簡化字及普通話漸見普遍。例如以粵語廣播，專門報導交通及財經消息的香港電台第七台，於1997年3月停播，改為普通話綜合頻道香港電台普通話台。 - 香港傳媒提及外國地名及人名時，或改用與香港慣稱不同的大陸譯名，例如美國Virginia，香港慣稱維珍尼亞州，但部份傳媒有時會用大陸譯名「弗吉尼亞州」稱呼之。 - 英國海外領土公民護照（BDTC）失效；英國國民（海外）護照（BN(O)）的簽發機關，由人民入境事務處改為英國駐香港總領事館（後來輾轉改變，現時由女皇陛下護照辦公室（Her Majesty's Passport Office）簽發），並永久不接受從未申領人士、或主權移交後出生人士申領（早在1990年代中期，英國國民(海外)護照已陸續截止申領，截止日期前無申領的人士，之後無論如何也不能作申領）； 香港身份證明書（CI）永久停止簽發（但仍可繼續使用至有效期屆滿，有效期最遲為2007年6月30日），改為簽發中華人民共和國香港特別行政區護照。 - 英女皇伊利沙伯二世肖像及英國皇室紋章消失，政府部門辦公室不再懸掛英女皇伊利沙伯二世肖像；通用郵票改以香港景色等其它主題，取代英女皇伊利沙伯二世肖像；早在1993年起，硬幣背面改為洋紫荊花圖案，取代英女皇伊利沙伯二世肖像；同年香港紙幣亦改以獅子或洋紫荊花圖案等，取代英國皇室紋章。但1992年及之前發行，鑄有英女皇頭像的硬幣及印有英國皇室紋章的紙幣，仍然作為法定貨幣流通。此外，1994年起，中國銀行（現稱中國銀行（香港））加入發行港元紙幣。 - 法律文件中本來用上「官方」（Crown）的地方，改稱「國家」（State）；被委任為御用大律師（Queen's Counsel）的大律師，改稱資深大律師（Senior Counsel）。 - 法院名稱改變，如最高法院改稱高等法院、地方法院改稱區域法院 、裁判司署改稱裁判法院；最高上訴法院亦由英國樞密院，改為設香港終審法院作最高上訴法院。 - 英女皇壽辰、香港重光紀念日假期取消，但新增相同日數的假期，新增的假期輾轉改變，最終新增國際勞動節、佛誕、香港特別行政區成立紀念日 、中华人民共和国国庆节假期。 - 郵筒由紅變綠、大部分形狀也由圓變方。 - 10月10日雙十節時，街上不再有青天白日滿地紅旗。 - 1995年所產生的最後一屆立法局解散，以臨時立法會取代，直到1998年第一屆立法會產生為止。 - 主權移交前的立法局所有辯論之議案（包括議員提出的議案或修訂），表決時，只要出席議員過半數贊成即通過。主權移交後，香港立法會由議員提出的個人議案或法案修訂，表決時須以分組點票方式點算，要同時得到地區直選及功能界別的過半數出席議員贊成（2004年第三屆香港立法會之前，選舉委員會議員與地區直選議員作同一組），議案才獲通過。而政府提出的法案，則無分組點票，只須獲得整體過半數出席議員贊成，即獲通過。 - 自我審查逐漸增加，且自由权利包括出版自由、集會自由及言論自由正在日渐缩小，例如《社團條例》及《公安條例》部份條文，因抵觸《公民權利和政治權利國際公約》而先後於1992年及1995年廢除，但主權移交後即被臨時立法會還原。 | - 維持獨立的司法系統，繼續使用普通法系，有別於中国大陆的欧陆法系，維持主權移交前的大多數法律，例如無死刑、無一孩政策、無兵役法、禁食貓狗等。 - 繼續巡邏、維持香港跟中華人民共和國的邊界（雖海界有小改動）。 - 英文與中文仍並列為法定語文，英文的實際地位仍然凌駕中文，詳見香港語文。 - 維持以繁體字及粵語作為最常用書面及口頭上中文，有別於中国大陆以簡體字及普通話為主。 - 維持有別於大陸地區的交通及道路系統，如行車方向沿用右側駕駛及左上右落，有別於大陸地區的左側駕駛及右上左落；車輛登記號碼仍維持主權移交前的格式（如AB 1234），有別於大陸地區的格式（如粵A 12AB3）。 - 維持關稅獨立，跟世界各地有自由自主的貿易關係。 - 維持使用英式BS1363標準的G型電源插頭與插座，有別於大陸地區的A、C、I型混用。 - 維持獨立的金融及銀行系統，繼續以港元作唯一法定貨幣，有別於大陸地區使用人民幣。 - 維持獨立的電訊系統，繼續以852作國際電話區碼，有別於大陸地區的86，由香港致電往大陸地區，仍作為國際電話（反之亦然）；互聯網較大陸地區自由，無「防火長城」屏閉網站。 - 維持獨立的出入境政策及出入境自由，內地居民仍必須獲得簽證才可到訪香港。香港居民持香港特別行政區護照或英國國民(海外)護照（BN(O)），可於多國（包括除美國以外的幾乎所有發達國家）享有免簽證待遇，出入較大陸居民容易及方便。 - 維持比中國大陸地區有更多的政治自由。 |

#### 董建華政府

香港特別行政區區旗（1997年至今）

##### 亞洲金融危機
香港主權移交第二日，亚洲金融危机爆发，香港特区政府用全新策略，沒有大幅加息，只大量動用外儲的美元承接港元沽盤，再將港元購入香港藍籌股作為長線投資，最後成功穩定港元滙率以及恆生指數。

##### 八萬五政策
香港1990年代中，香港樓價一直上升，董建華上任後，於1997年的《施政報告》提出八萬五建屋計劃，希望壓抑樓價升幅。建議每年供應不少於85,000個住宅單位，希望十年內全港七成的家庭可以自置居所，輪候租住公屋的平均時間由6年半縮短至3年。但此政策導致樓市供求失去平衡，加上亞洲金融風暴的衝擊，使香港樓價一落千丈，普遍私人物業在其後5年多的時間內貶值七成，令很多中產階級成為負資產。至2000年6月29日，董建華在接受電視專訪時，才指自1998年已未再提起「八萬五」政策已等同「不存在」。

##### 數碼港
香港經歷亞洲金融風暴後，時任行政長官董建華建議發展資訊科技，作為未來香港經濟發展方向，1999年3月3日，董建華發表施政報告，表明將興建數碼港，並由特區政府與商人李嘉誠次子李澤楷擁有的盈科數碼動力 (現電訊盈科) 合作發展。香港政府豁免數碼港地價78億港元，並投資10億港元於鋼綫灣興建基建，其餘建築費用則由盈科數碼動力負責。由於項目未經公開招標，合作條件亦被認為對政府不利，惹來批評。

##### 人大釋法
1999年6月26日，全国人大常委會應港府要求首度解釋《香港基本法》，規定出生時父或母都未成為香港永久居民的人士沒有居港權，使有權來香港的人數減至20萬，變相推翻同年1月香港終審法院所作出的香港人大陸出生子女居港權的判決，令人憂慮中國實踐「一國兩制高度自治」的承諾。當時一批大律師（包括其後在2005年起出任律政司司長的黃仁龍）佩戴黑紗，從終審法院遊行到政府總部，抗議人大釋法。

##### 高官問責制

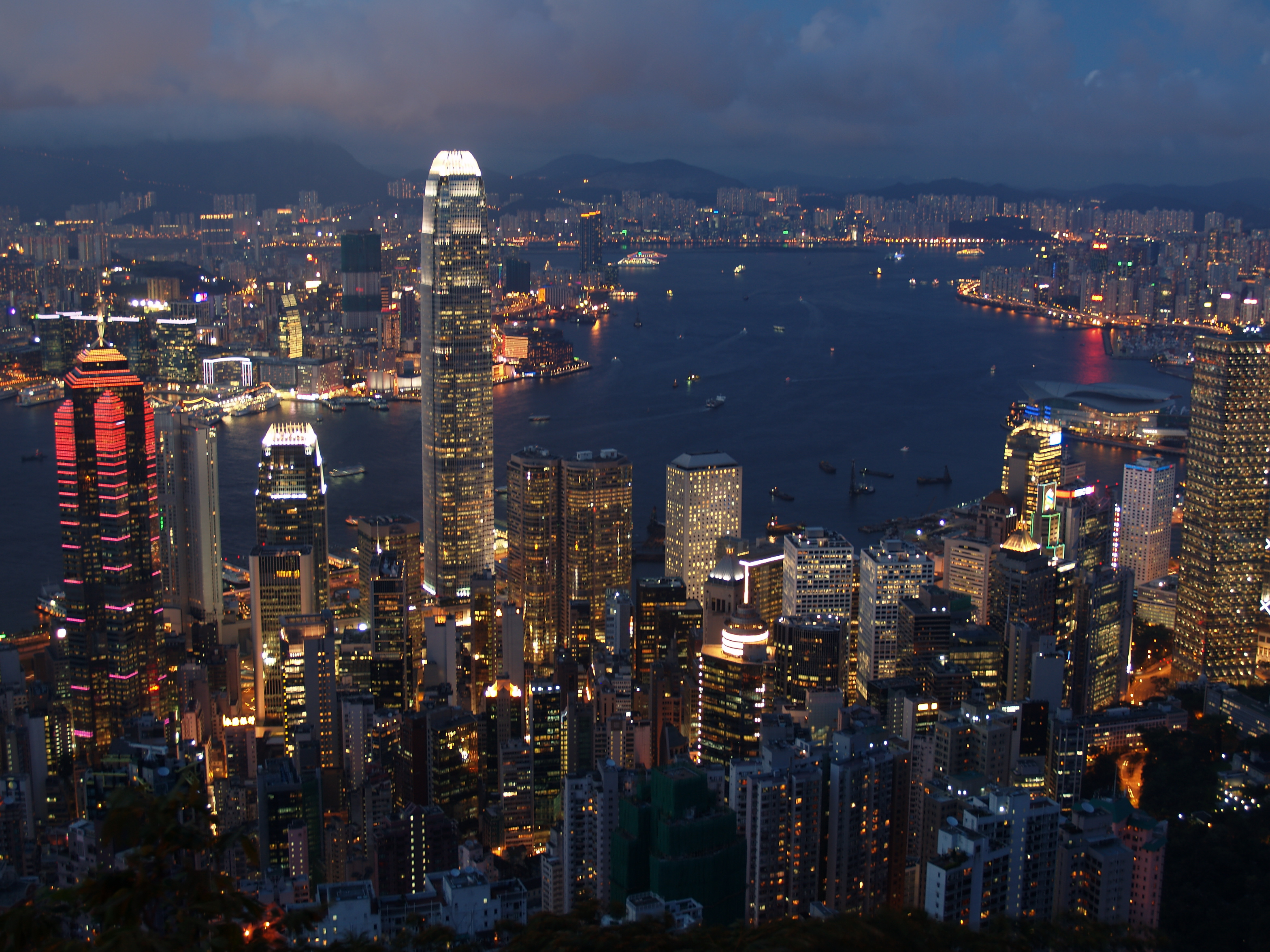
2000年代的香港

首任行政長官董建華於2001年12月在無對手之下成功連任，並於第二屆任期 (2002年7月1日) 開始推行主要官員問責制，將所有司長和局長職級由公務員體系升遷的政務官職位改為由行政長官任命，以合約方式聘任，直接向行政長官負責，並須為過失負政治責任。原有的公務員局長改稱常任秘書長，執行問責局長的政策。將政策局的數目由十六個合併至十一個，並不再分為決策局和資源局，統稱為決策局。這項改動導致政務司司長陳方安生提早辭職。

##### 非典型性肺炎(SARS)
於2002年在中國大陸廣東順德首發非典型性肺炎，並擴散至東南亞乃至全球。2003年首兩季，嚴重急性呼吸系統綜合症(SARS)肆虐，香港自3月起出現社區感染個案，導致醫療體系和經濟遭嚴重打擊，期間有近二千人感染，共299人死亡（包括6名醫護人員）。政府於4月1日封鎖淘大花園E座，4月起，全港所有學校停課，至5月中旬止。香港市面變得一片蕭條，外地訪港旅客數字大跌，經濟損失無法估計，失業率升上至8.7%的歷史新高。及至6月23日，世界衛生組織始將香港從「發生本地傳染地區」的名單中剔除。由於政府處理抗疫時多處失當及反應緩慢，引致市民強烈不滿。2004年7月，香港立法會沙士調查委員會公布調查報告，時任衞生福利及食物局局長楊永強被批評「向公眾傳達的訊息混亂不清……使公眾以為他在試圖淡化疫情的嚴重性」，兩日後楊永強宣佈「為體現政治問責」宣佈呈辭。

##### 基本法第二十三條
同年年中，香港政府就《香港基本法第二十三條》關於國家安全問題立法時，因為條例字眼及執行準則含糊而遭到市民極度反對，更引發50萬人上街遊行抗議，最終因為自由黨於23條立法二讀前夕轉向反對立場而令政府被迫將23條立法工作無限期押後。

##### CEPA
2003年香港與中國大陸簽署《內地與港澳關於建立更緊密經貿關係的安排》（簡稱CEPA），進一步擴大服務貿易開放和經貿合作，但分薄了香港的投資額，令本地工業北移及萎縮。

##### 2003年七一大遊行

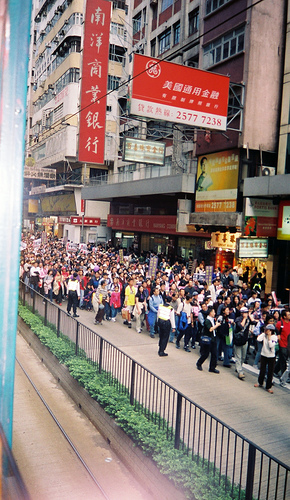
2003年七一大遊行

2003年7月1日,香港發生最大規模的遊行,由香港民間人權陣線籌辦，目的主要是為反對《香港基本法》第23條的立法及董建華施政惡劣。約有50萬人參與。

##### 自由行
2003年北京政府推行港澳個人遊（俗稱自由行）計劃並在2009年再推行一簽多行。實施將近18年副作用越趨明顯。中國大陸家長借簽證便利來港產子，「雙非」搶床位、搶學位，加劇兩地矛盾。香港因兩地物價差異及貨品質素具保證，被深圳人視為巨型超市，原本是住宅區的北區、屯門、元朗、東涌、沙田等，變成中國大陸客掃貨勝地。零售業蜂擁進駐搶舖搶高租金，街坊小店換成藥房及金舖，侵蝕居民生活。一簽多行更被濫用成一日多行，衍生螞蟻搬家式的水貨產業(香港境內水貨客問題)。

##### 通貨膨脹問題
2004年7至8月，香港開始出現輕微的通貨膨脹，7月按年通脹率為+0.9%，正式走出持續68個月的通縮時期。

##### 修改行政長官產生辦法及人大再釋法
2004年4月9日，全國人大常委會再次解釋《香港基本法》附件，否決香港市民2007年普選特區行政長官和立法會的要求。2004年4月26日，2007年香港特別行政區行政長官選舉及2008年香港立法會選舉產生辦法被全國人民代表大會常務委員會否決，並解釋，到2017年及以後先後實行行政長官和立法會普選(雙普選)。12月21日，董建華率領二司十一局官員（財政司司長唐英年留守香港）前往澳門會見時任中共中央总书记胡锦涛，遭胡錦濤公開要求「查找不足」。

##### 任內辭職
董建華於2002年2月28日在無有效對手的情況下自動當選成為第二任行政長官，但任內財政司司長梁錦松「偷步買車」風波、時任保安局局長葉劉淑儀推行《基本法第二十三條》立法、時任衞生福利及食物局局長楊永強在「沙士」事件中的失職，激起民怨令七一大遊行發生，董建華以「健康問題」為由於2005年3月10日任內辭職。

#### 曾蔭權政府
作為補選中唯一候選人，時任政務司司長曾蔭權於2005年6月21日獲得任命出任行政長官。2005年，香港政府推出《政制發展專責小組第五號報告》，被泛民主派批評為「原地踏步」，議案最終因為票數不逾2/3而未有通過，故2007年行政長官選舉及2008年立法會選舉辦法維持不變。
2004年雅典奧運會，香港運動員高禮澤及李靜在男子雙打乒乓球項目中奪得銀牌，為香港取得歷來第二面奧運會獎牌。

##### 填海計劃
2006年及2007年，因為中環及灣仔填海計劃，舊中環天星碼頭和皇后碼頭被香港政府宣佈臨時拆卸，保育組織發起保留舊中環天星碼頭事件及保留皇后碼頭事件，包括舉行論壇、靜坐和絕食，事件後來演變成警民衝突。有評論認為兩次事件提高了香港市民對保育文物、公共空間及城市規劃的意識。

##### 兩鐵合併
2007年12月2日，香港地鐵與九廣鐵路公司合併，合併後更名為香港鐵路有限公司 (港鐵)。此外，港鐵在2008年10月起拆除美孚站、南昌站和九龍塘站的轉線閘機。

##### 全國人大通過2017普選
2007年12月29日，全國人大常委會以全票通過《全國人民代表大會常務委員會關於香港特別行政區2012年行政長官和立法會產生辦法及普選問題的決定》，決定香港可以於2017年普選產生行政長官，待行政長官由普選產生後可普選立法會。

##### 港珠澳大橋問題
2008年2月28日，粵港澳三地政府已就融資問題達成共識興建港珠澳大橋，預計於2017年竣工，設計壽命為120年。預計90億4,650萬元,但工程被發現多項問題，如環評報告未有比較大橋興建前後空氣污染程度的變化，違反《環境影響評估條例》等被迫延遲動工。費用當時上升至250億元。最終因工程超支再上升至1,200億元。

##### 金融海嘯
香港經濟於2008年下半年開始穩定，因金融海嘯席捲全球而急轉直下，結束香港自2003年7月開始5年的經濟復甦，股市、樓市暴挫，裁員及結業此起彼落。

##### 施政爭議
而香港政府又在此一段時期多番出現施政爭議，例如
副局長風波及處理滯留泰國的香港人事件等等，令到民怨日深，行政長官曾蔭權民望大幅下滑。

##### 甲型H1N1流感
2009年4月中，甲型H1N1流感病毒進逼亞洲、南韓及泰國都出現疑似病例。曾蔭權領導的港府以「從嚴」方式處理。其後，香港確診首宗病例，曾蔭權親自率領抗疫督導委員會，史無前例宣布把墨西哥患者入住的香港灣仔維景酒店封鎖，同時追蹤與患者同一班的機乘客及緊密接觸者。此一做法雖成功暫時切斷初步傳播，但亦因隔離手段嚇怕部份遊客而打擊本已水深火熱中的旅遊業。其後政府發現粗暴的隔離手段無法阻止社區爆發，逐漸把防疫重心轉為減少傷亡數字及避免醫療體系因超出負荷而崩潰兩方面。

##### 高鐵爭議
2009年末至2010年初，廣深港高速鐵路香港段的撥款在立法會審議，期間引起爭議，發生一系統的社會運動，包括反高鐵運動、撐高鐵運動及五區苦行，最終更爆發警民衝突。

##### 政制改革
2010年，香港政府再次就政制改革諮詢香港市民，期間5名地區直選立法會議員發起五區總辭，以他們辭職後舉行的補選作為「公投」。政府發表《2012年行政長官及立法會產生辦法建議方案》，最終由民主黨提出的「改良方案」在建制派和民主黨的支持下，在立法會以2/3票數通過，2012年行政長官選舉委員會委員增加至1,200名，而2012年立法會地區直選及功能組別（即超級區議員）則各增加設備5席。2011年，為了堵塞五區總辭的漏洞，香港政府提出遞補機制，然而沒有進行諮詢，成為了當年七一遊行的一大訴求之一，其後香港政府宣佈押後立法，並且進行諮詢。

##### 馬尼拉人質事件
2010年8月23日，香港康泰旅行社一輛載有20名香港遊客的旅遊巴士在菲律賓首都馬尼拉被一名當地前任警務高級督察挾持，最終8死7傷，香港政府稱事件為馬尼拉人質事件。事件造成菲律賓與中華人民共和國及香港關係一度緊張。香港政府在事件發生時就隨即成立緊急應變小組嘗試解決事件，於事發當日下午，聯絡菲律賓總統貝尼格諾·艾奎諾、派出專機與醫療支援隊前往災場善後，並於事後派遣政務司司長唐英年親身前往接機及慰問倖存者、安排香港警察樂隊舉行迎接殉難儀式、安排專家作出應變與調查、對香港傳媒實行每日隔時段消息公布。此外，8月24日至26日連續3日香港區旗下半旗致哀，8月26日，全香港哀悼，早上8時正升旗禮及下半旗後默哀3分鐘，獲得全港各界響應。香港政府對事件的迅速反應和處理手法，使到香港市民對香港政府的高級官員評分及滿意度和信任度一度上升。經過3年多的時間，菲方在2014年4月對港方作正式聲明和賠償，聲明說菲方對人質事件「致以最悲痛的歉意」。

#### 梁振英政府

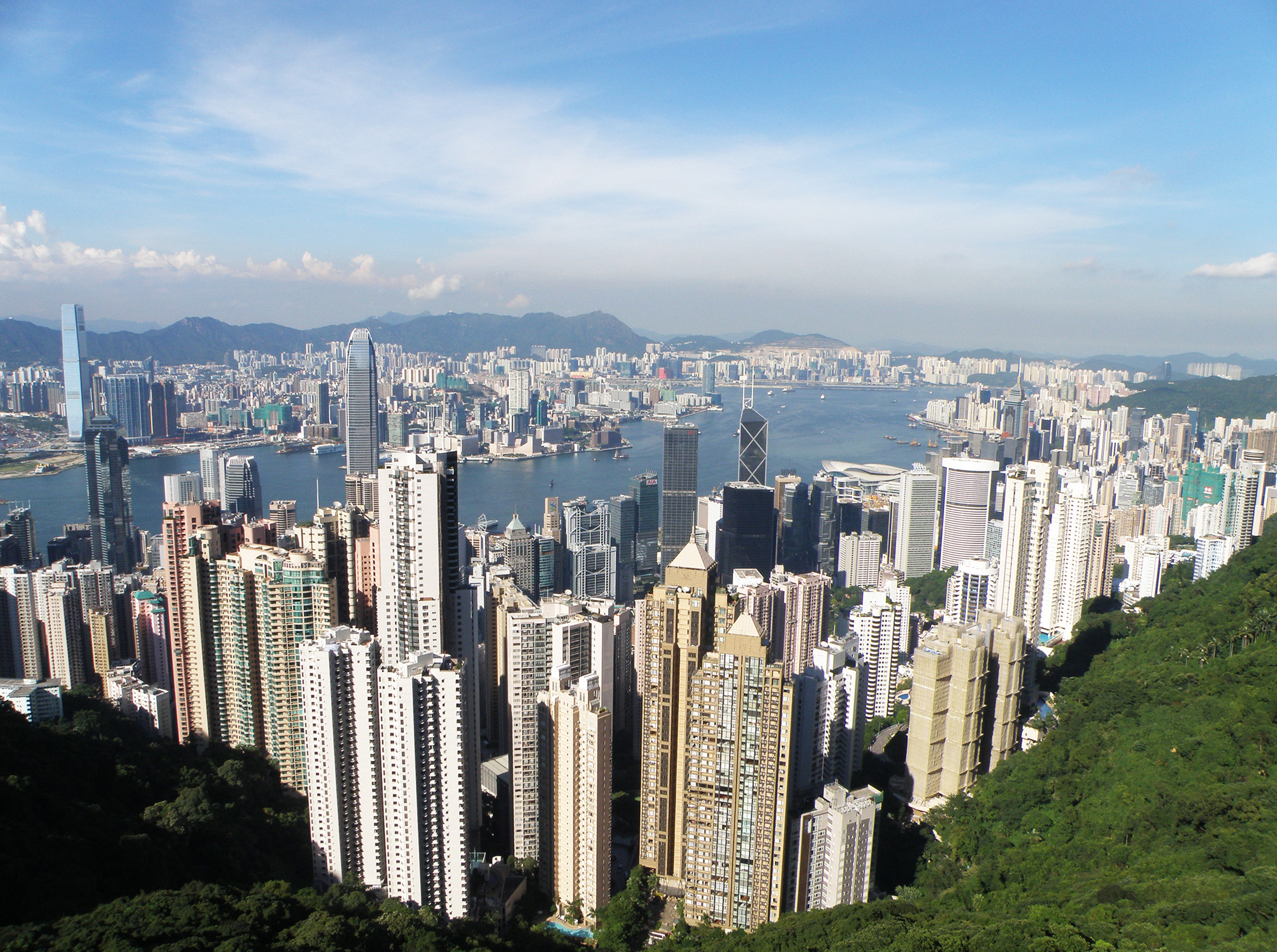
2010年代的香港

##### 中港矛盾

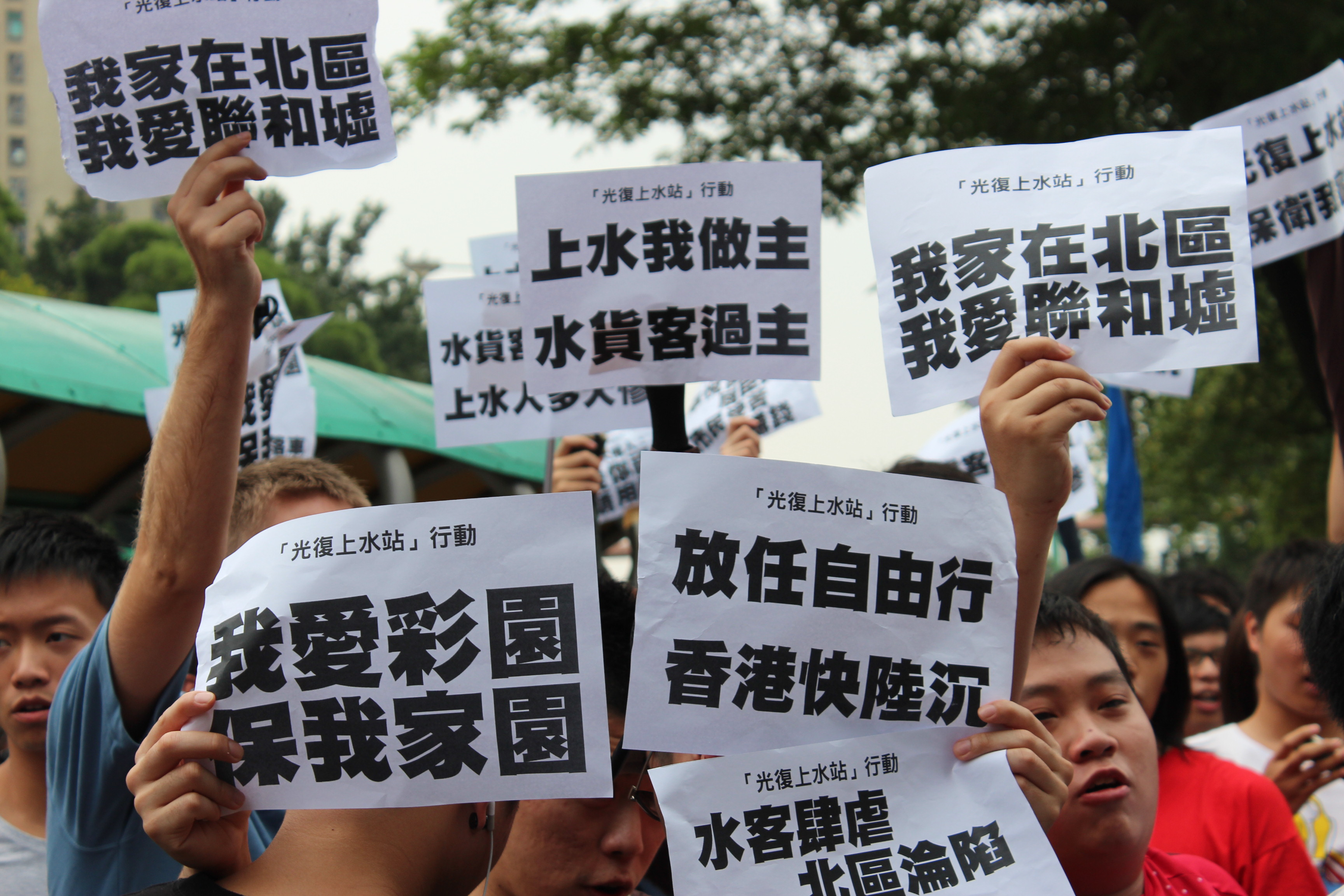
2012年9月的光復上水行動中，示威者高舉「放任自由行，香港快陸沉」、「水客肆虐，北區淪陷」等標語。

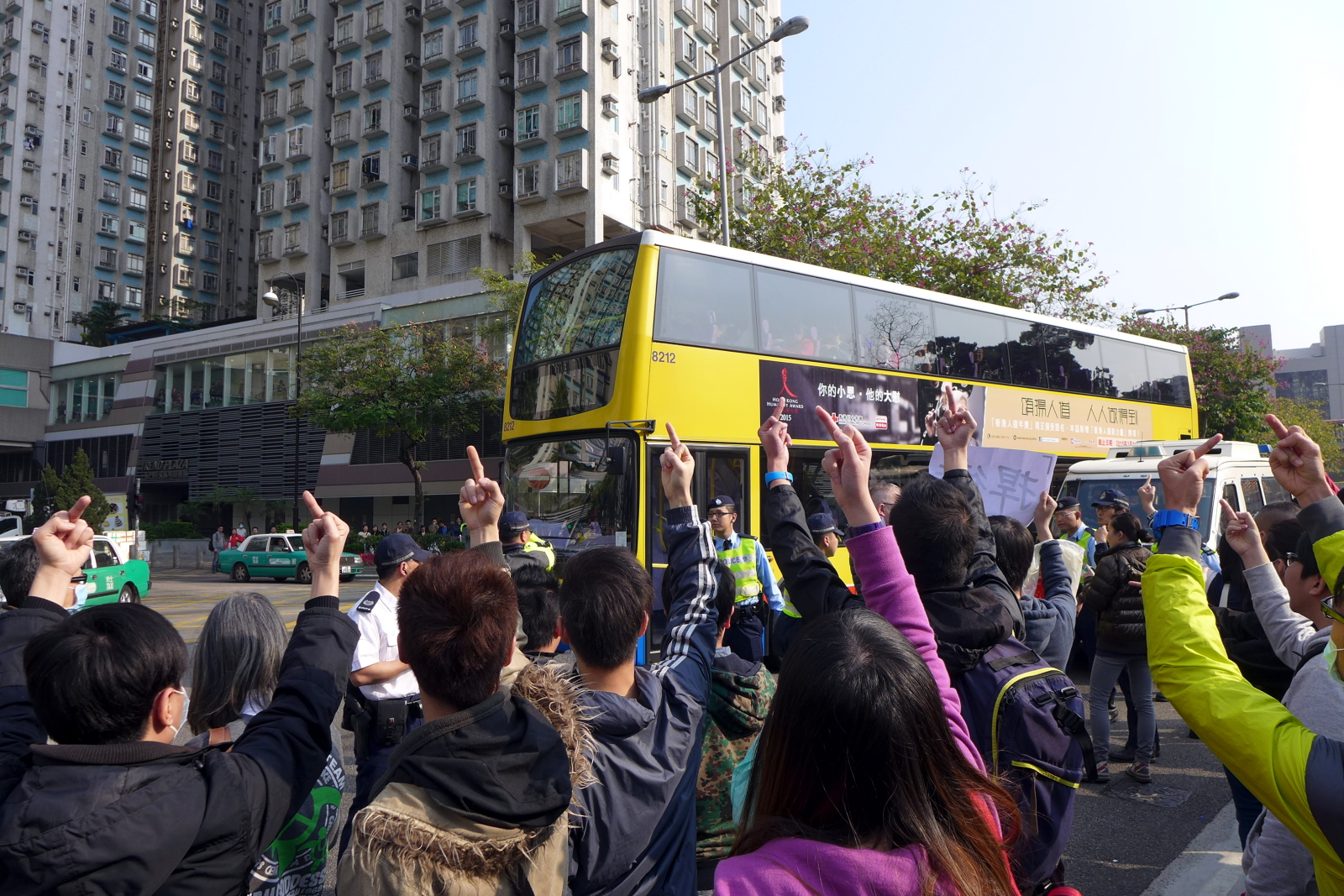
2015年2月的光復屯門行動中，示威者向城巴B3X線巴士上的內地人豎中指。

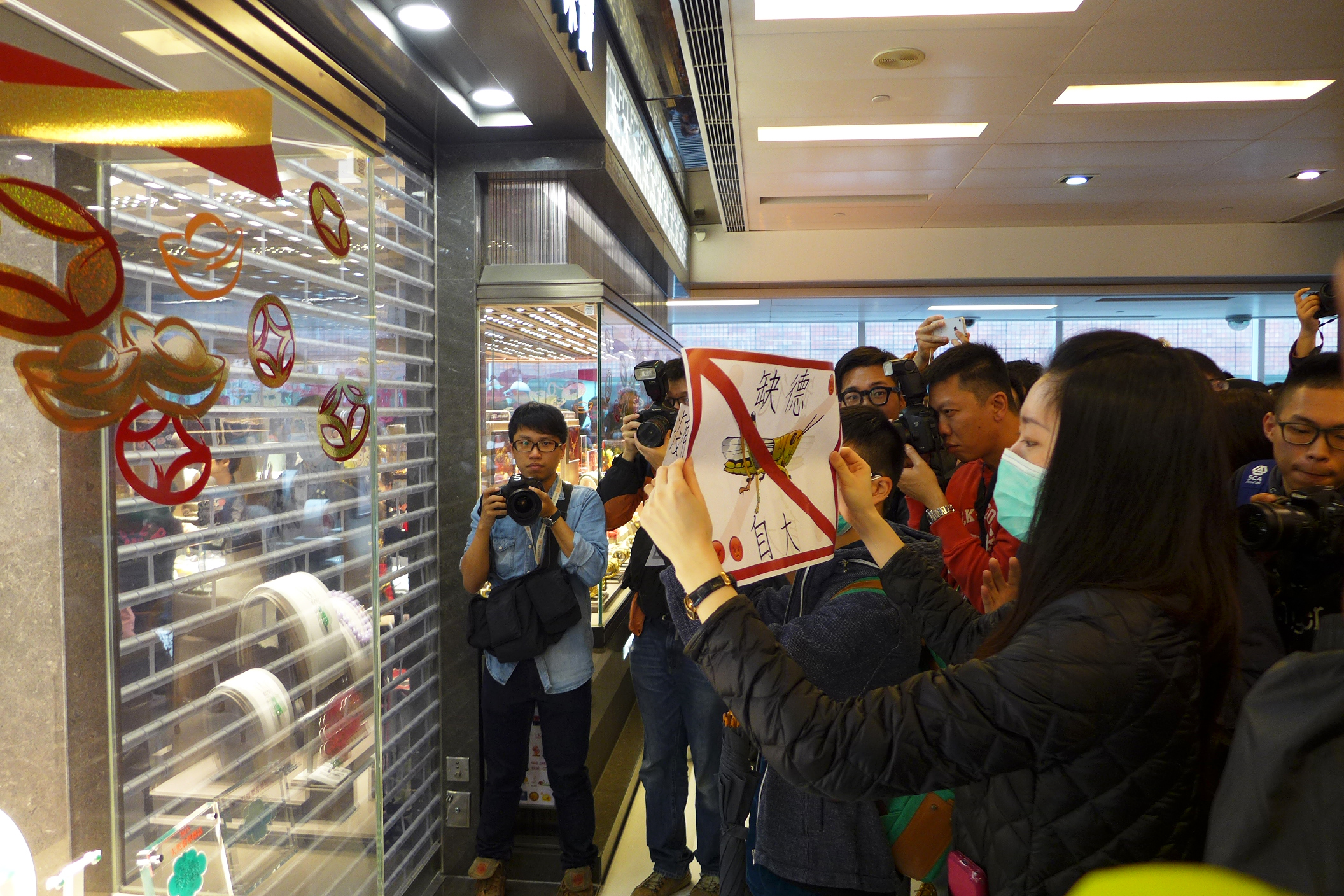
2015年2月的光復沙田行動中，示威者向六福珠寶店舖內的大陸人展示「缺德、自大」標語。

水貨客從香港利用各種途徑運送貨物到內地（尤其指向通往深圳邊境），引致對香港各區市民的日常生活造成的各種滋擾及社會問題。1980年代，內地放寬大部分香港人進入內地的限制，攜帶個人商品回到內地變得普遍。之後，便有香港人攜帶港貨至內地。2000年代之後，內地以「拯救香港經濟」為名在2003年開放「自由行」，每次訪港逗留的時間為7日。2005年開始，人民幣兌美元和港元大幅升值，進口商品比在中國價格低，來港消費成為熱潮，加上內地海關規定個人攜帶5000元以下商品入境免徵税，走私的人利用螞蟻搬家的方式一點一點地帶貨。2009年4月開放一簽多行(一次簽註一年不限次數進出香港)，向內地居民正式開放，大量水貨客出現。2012年至2013年，屯門和上水出現香港警務處的簡化字告示，這是首次香港官方在香港市民的日常生活空間使用內地的簡化字。加上嚴重的水貨客問題更引發民間組織光復上水、光復屯門、光復沙田、光復元朗和遊覽完上水去屯門等抗議活動，及促成由入境事務處領導的風沙行動以及由香港警務處領導的力鋒行動等。

##### 香港獨立運動

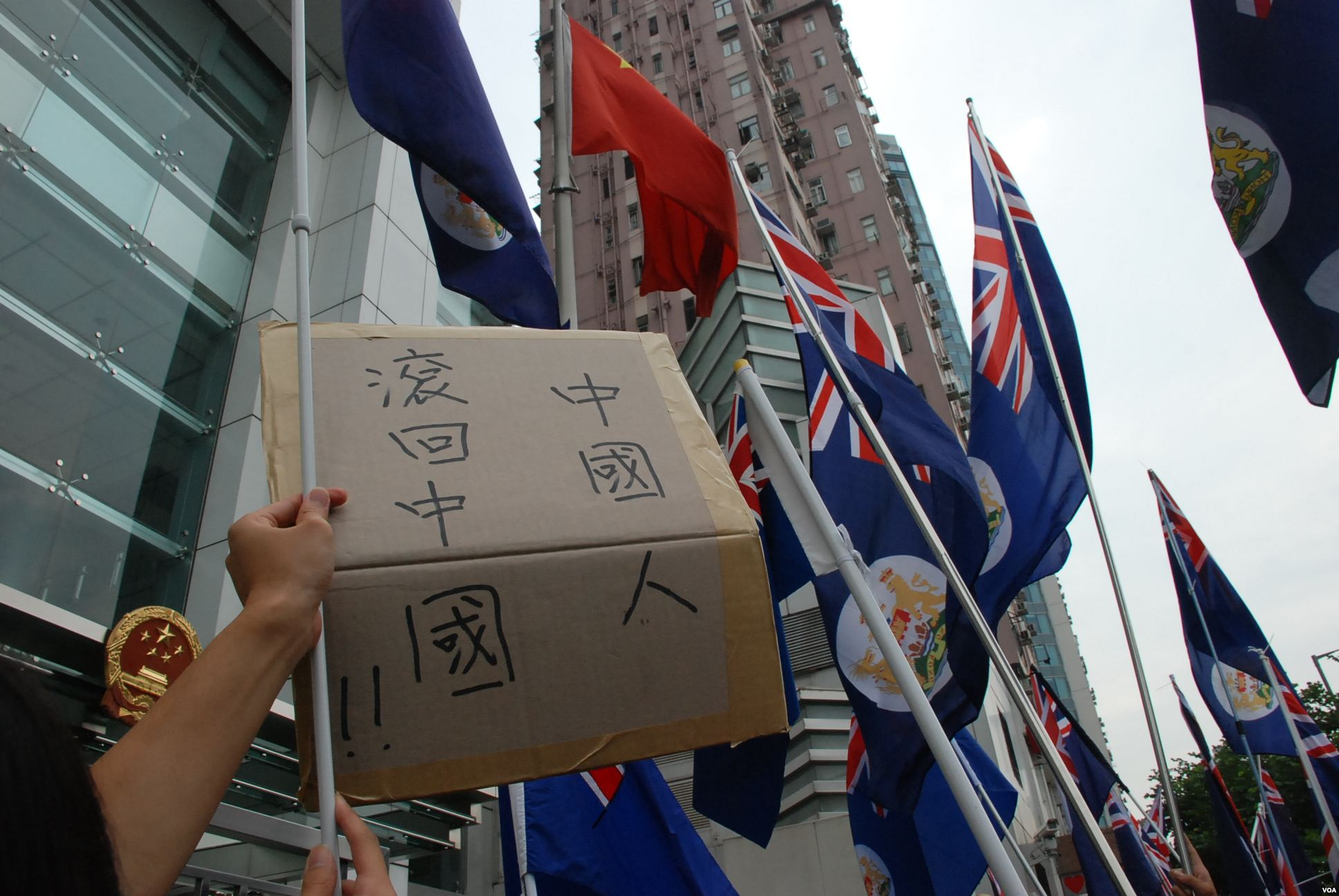
香港中聯辦前的港英旗及「中國人滾回中國」標語

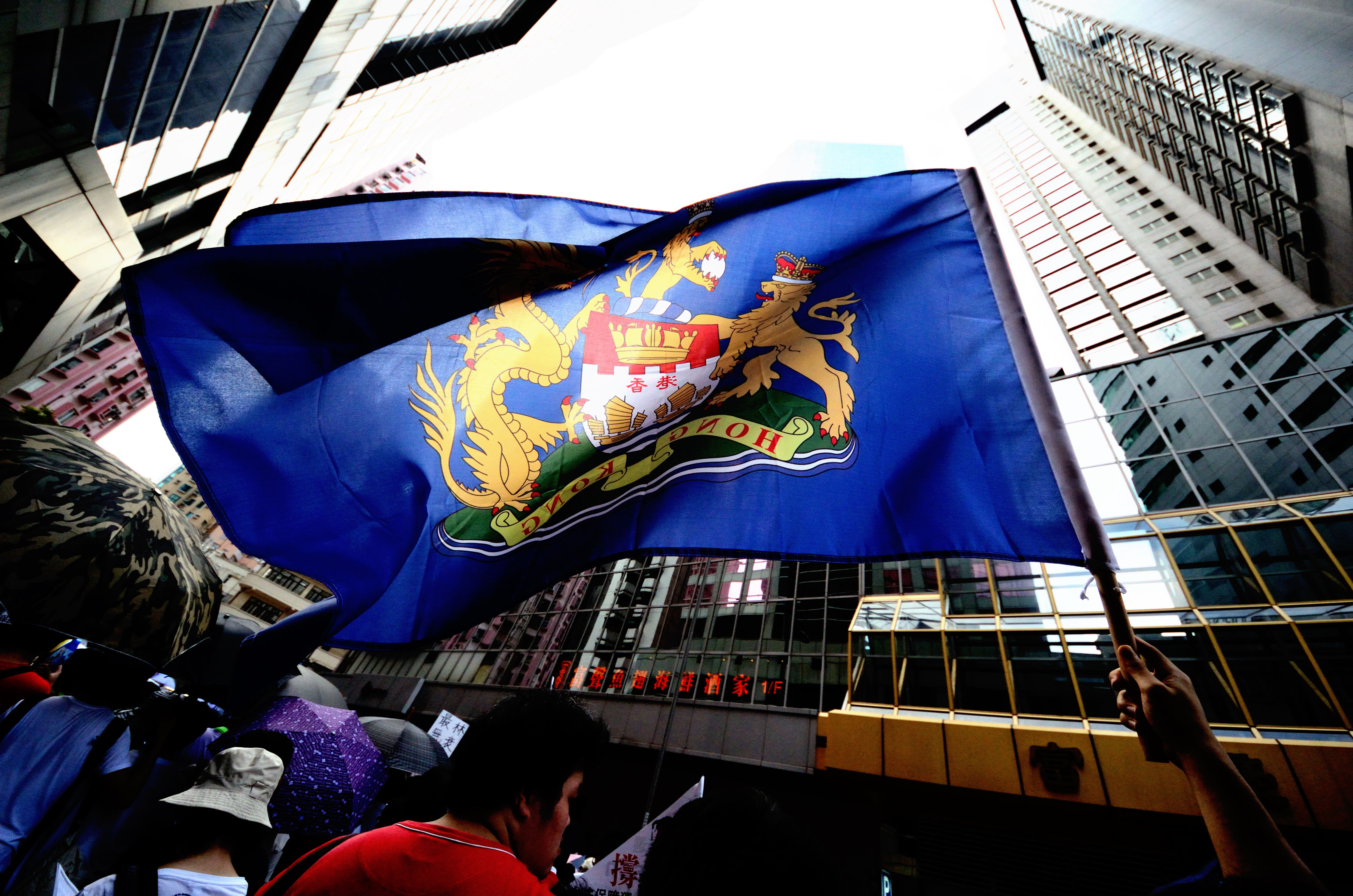
2011年七一遊行中的龍獅香港旗

港獨是推翻中國共產黨對香港的統治，謀求在香港成立新政府，建立主權独立的國家的社會運動。楊慕琦、馬文輝、聯合國香港協會、香港民主自治黨等自第二次世界大戰後即已開始透過不同途徑推動香港的自決與自治。
根據2007年的港大民意研究，受訪者中有獨立傾向者約佔25%，不認同獨立者約佔64.7%，另外33%香港人認為若中國共產黨在中國大陸持續執政則會增加香港獨立的傾向。此外，香港與大陸在政治、經濟、社會狀況及歷史背景上的差異而引致中港矛盾，也是近年部份年輕香港人傾向香港獨立的理由，佔39.1%。

##### 種票風波
2011年香港區議會選舉中，出現種票風波，例如美孚出現「1屋7姓13票」等，曾引起社會的廣泛討論。翌年2012年，三名候選人梁振英、何俊仁和唐英年參選第四屆行政長官選舉，最終梁振英以689票勝出當選第四屆行政長官，並於2012年7月1日就職。

##### 國民教育
2012年9月8日，政府計劃開展「德育及國民教育科」，不過由於在政府資助出版的課程參考書《中國模式國情專題教學手冊》形容中國共產黨為「進步、無私與團結的執政集團」等只稱頌中國共產黨的內容，引起對其不中立和誇張作大的批評，以及《課程指引》中載有「國情範疇學習」，被社會質疑課程是洗腦教育，從而引起一連串大規模反對設立國民教育科的運動，例如設置街站、聯署、遊行、集會及絕食等，要求香港政府撤回該科目。同年10月9日，行政長官梁振英宣布在其任期內擱置國民教育科的課程指引，但拒絕撤回科目。

##### 香港免費電視牌照爭議
2013年發生的免費電視牌照爭議引起社會廣泛討論和批評，王維基的香港電視網絡不獲發牌激起市民反彈，有評論指一連串事件令政府的公信度急跌，引發管治危機。

##### 一國兩制白皮書
2014年6月10日，中华人民共和国國務院新聞辦公室發表逾23,000字的一國兩制白皮書。香港市民對白皮書普遍態度負面，擔心「一國兩制」名存實亡，會被「大陸化」。逐步發展出的香港獨立傾向被視為一個警鐘，中共須考慮影響未來大陸內部的動亂風險。

##### 雨傘革命

###### 全國人大常委會「8·31」決定
2014年8月31日，第十二屆全國人大常委會以170票全票通過《全國人民代表大會常務委員會關於香港特別行政區行政長官普選問題和2016年立法會產生辦法的決定》（俗稱“八三一決定”），決定2017年開始行政長官可由普選產生，按照上屆選委會的組成方法，組成「有廣泛代表性」的「提名委員會」，提名2至3名候選人，每名候選人須獲得提委會過半數支持，經合資格選民「一人一票」選出後的人選由北京政府任命。若不獲通過，將會依照2012年的行政長官選舉辦法，亦即「原地踏步」。同時亦決定2016年立法會選舉方法不作修改。此《決定》招致泛民主派、學生組織以至爭取民主人士不滿。

###### 香港史上最大規模的罷課
2014年9月23日，學聯發動香港教育史上最大規模的罷課浪潮，1.3萬學生繫上黃絲帶，高呼「命運自主」。

###### 雨傘革命（2014年9月26日－2014年12月15日）
2014年9月26日，香港專上學生聯會（學聯）和學民思潮發起重奪公民廣場行動，同日，雨傘革命開始，是在香港為爭取「真普選」而發起的一系列公民抗命。市民佔據多個主要幹道靜坐及示威，佔領地點包括金鐘、添馬艦、中環、灣仔、銅鑼灣、旺角及尖沙咀，並提出包括撤回全國人民代表大會常務委員會所確定之2017年行政長官選舉及2016年立法會選舉框架和候選人提名方案、爭取行政長官選舉的公民提名權及廢除立法會功能組別等訴求。事態最終演變為雨傘革命，雨傘革命歷時79日，直至2014年12月15日結束，雨傘革命的訴求最終並未獲得全國人民代表大會常務委員會同意。

###### 否決2017年行政長官普選方案
2015年6月18日，香港立法會以8票贊成，28票反對否決了《行政長官產生辦法決議案》。

##### 旺角騷亂
2016年2月8日晚上至2月9日，香港旺角發生一場大型的警民衝突。

##### 立法會宣誓風波
2016年10月，在立法會宣誓中，因有兩位議員在宣誓中讀出「支那」二字，及一位議員在宣誓中說出英文粗口，引起一場政治風波。全國人大決定因事件釋法，解釋宣誓必須真誠莊重，且不能重新宣誓。六名議員因此喪失立法會議席。

#### 林鄭月娥政府
2017年，三名候選人林鄭月娥、曾俊華和胡國興參選2017年香港特別行政區行政長官選舉，最終林鄭月娥以777票勝出當選第四屆行政長官，並於2017年7月1日就職，成為香港歷史上首位女性擔任行政長官，及首位女性擔任香港的最高領導人。

##### 高鐵一地兩檢通過及開通
2017年12月，中華人民共和國全國人民代表大會常務委員會通過《決定》，批准《合作安排》。內地口岸區自啟用日起，並派駐中華人民共和國出入境邊防檢查機關、海關、檢驗檢疫機構、口岸綜合管理機構和鐵路公安機關。上述機構及其人員不在內地口岸區以外區域執法。西九龍站內地口岸區設有中國內地唯一設在其境外的口岸廣深港高鐵西九龍站口岸。2018年6月，備受爭議的廣深港高速鐵路（一地兩檢）條例正式在香港立法會通過，並在2018年9月4日生效。2018年9月23日，廣深港高速鐵路香港段正式通車，成為香港首條連接內地的高速鐵路。
五位市民自高等法院提出司法覆核，認為一地兩檢在內地口岸實施內地法律違反基本法第18條。並在2018年10月開審，同年12月13日高等法院宣判駁回司法覆核。

##### 港珠澳大橋開通
2018年10月24日，首條橫跨粤港澳三地的大橋，港珠澳大橋正式通車。

##### 明日大嶼計劃
2018年，政府提出，「明日大嶼」願景計劃。計劃包括硏究在生態敏感度相對較低的中部水域交椅洲和喜靈洲研究用新式填海技術以減少影響環境，分階段建造人工島。計劃首階段在交椅洲附近建造約1,000公頃的人工島，並爭取2025年開展工程，增加土地供應，建立低碳排放的宜居城市。新增的土地儲備亦可讓現時市區的稠密人口分散，以及落實舊區重建。倘配以適當的規劃措施，例如在舊樓拆卸後減低發展密度，或將部分用地改作公共空間或社福設施等，可一併解決舊區樓宇老化、人口密度過高、公共休憩空間／社區設施不足的問題，改善居住環境，提升城市的宜居度。至於第二階段在喜靈洲附近建造約700公頃的人工島，要視乎研究結果和需要，現時沒有擬訂施工時間表。

##### 國歌條例
2017年9月，第十二屆全國人民代表大會通過《中華人民共和國國歌法》。中國政府並表示國歌法屬全國性法律，2017年11月，全國人大把中華人民共和國國歌法納入基本法的附件三中。2019年1月，香港特區政府制定《國歌條例草案》及刊憲，並交給立法會進行首讀。

##### 粤港澳大灣區
粤港澳大灣區，是一個深化珠三角區域及港澳融合的戰略，目標到2022年，大灣區綜合實力顯著增強，粵港澳合作更加深入廣泛；到2035年，大灣區形成以創新為主要支撐的經濟體系和發展模式，大灣區內市場實現高水平互聯互通。
2018年國務院成立中央決策組織「粵港澳大灣區建設領導小組」，用以推動粵港澳大灣區規劃。
2018年10月，香港行政長官林鄭月娥在她任內第二份《施政報告》中宣佈成立「粵港澳大灣區建設督導委員會」，由她出任主席，成員包括所有司局長，統籌香港參與推進大灣區建設事宜。督委會就擬訂策略性目標、政策措施、具體工作計劃等提供指導和意見。政制及內地事務局局長聶德權在記者會上闡述三項重點——打造大灣區成為國際科技創新中心；便利醫療、教育等優勢產業落戶大灣區；通過政策創新和突破，加強香港與大灣區內城市的人員、貨物、資金和信息流通。
2019年由中共中央和國務院公佈《粵港澳大灣區發展規劃綱要》。

##### 反修例運動
“逃犯及刑事事宜相互法律協助法例（修訂）條例草案”是香港政府為修訂原有逃犯條例及解決不能向中國大陸，澳門和臺灣移交疑犯和進行法律協助的「法律缺陷/漏洞」，而提交香港立法會審議的一法律草案。該提案源於潘曉穎命案現。時香港法律無法進行有關的嫌犯移交和法律協助，獲得通過後的草案將會以行政長官就單一個案件提交的方式解決類似問題，移交目的地除了台灣，亦包括中國大陸及澳門，移交控罪除謀殺罪外，也涵蓋多項可判監7年或以上之控罪，但目的地執行死刑者則不移交。
草案甫經提出，便招致社會各方質疑和關切香港作為立司法管轄區的獨立性或遭削弱，引發多次遊行示威。2019年6月9日民陣發起第三次反修例遊行，主辦單位估計有近100萬人參與遊行，警方亦估計在高峰期有24萬人參與，均創下主權移交以來的新高，惟政府仍拒絕撤回修例。時至6月12日，立法會原定恢復二讀草案，但當日早上有大批示威者包圍政總和佔領附近一帶道路，警方當日下午發射催淚彈、布袋鉛彈及橡膠子彈鎮壓，造成逾80傷。當局定性示威為「暴動」和鎮壓的做法備受批評，最終林鄭月娥在15日正式宣佈「暫緩修例，收回草案」。6月16日，民陣發起第四次遊行促使政府撤回修例、釋放示威者、收回暴動定性和要求林鄭下台等，有二百萬人參與，成為自1997年主權移交以來乃至整個香港史上最多人出席的遊行。2019年7月1日，激發了立法會衝擊事件。2019年7月9日，行政長官林鄭月娥宣佈修訂條例已經「壽終正寢」。在2019年7月21日香港反對逃犯條例修訂草案遊行中，示威者包圍香港中聯辦，並朝內投擲雞蛋及向中國國徽潑墨。在2019年8月，在全港多區有多次遊行和平示威抗議也有以光復香港，時代革命作為抗爭口號。2019年10月，警民衝突持續，示威者提出解散警隊，刻不容緩的政治訴求。2019年10月23日，香港立法會正式撤回修例，但示威及衝突仍持續。。2019年11月發生香港中文大學衝突和香港理工大學衝突，並促使美國通過香港人權及民主法案。2020年1月，「港共受刑、天下制裁」集會成為整場運動最後一場大型示威，至此受武漢肺炎疫情日趨嚴重影響，加上民氣開始出現疲憊，導致示威行動日漸式微；隨後香港政府開始強力鎮壓清算，其後更應中央要求訂立香港國安法，香港正式開始邁入鎮壓時代。

##### 新型冠狀病毒疫情
2020年1月23日，香港確診首宗2019冠狀病毒病，隨後疫情逐步擴張。

##### 港區國家安全法
2020年6月28日召开的第十三届全国人民代表大会常务委员会第二十次会议進行第二次审议《中華人民共和國香港特別行政區維護國家安全法》，於2020年6月30日表決通過。全国人大常委会會議又决定将本法列入《香港特別行政區基本法》附件三，由香港特别行政区在当地公布实施，行政長官林鄭月娥簽署法律公告，於6月30日23時經憲報予以公佈並施行。

##### 美國通過法案制裁香港
因應香港的反修例活動中，美方由於不滿港區國安法，於是在2019年11月通過了香港人權及民主法案。2020年7月，因美國不滿中方繞過香港立法會通過港區國安法，認為中國此舉違反一國兩制及高度自治承諾，美國通過香港自治法案並在同年8月宣布制裁香港11名主要官員，包括行政長官林鄭月娥。

##### 民主派總辭
2020年11月11日，第十三届全国人民代表大会常务委员会第二十三次会议审议通過《全国人民代表大会常务委员会关于香港特别行政区立法会议员资格问题的决定》，指「宣揚或者支持『港獨』主張、拒絕承認國家對香港擁有並行使主權、尋求外國或者境外勢力干預香港特別行政區事務，或者具有其他危害國家安全等行為」者經「依法認定」後喪失議員資格。香港政府隨即宣布取消梁繼昌、楊岳橋、郭榮鏗及郭家麒四人的議員資格。
其他泛民主派议员宣布集体辞职以抗議全國人大常委會的決定，立法會在2020年11月12日表示，已收到其餘民主派的辭職信。

##### 全國人大改革香港選舉
第十三届全国人民代表大会第四次会议公布《关于完善香港特别行政区选举制度的决定》，对香港政治制度进行回归以来的第四次改革，落實中共總書記習近平提出的「愛國者治港」原則。

##### 基本法第二十三條正式立法
2023年12月18日，行政長官李家超在北京述職時，親自向中共中央總書記習近平彙報，表示將於2024年完成基本法23條的立法工作。
2024年3月7日，中共中央政治局常委、中央港澳工作領導小組組長丁薛祥在第十四屆全國人大第二次會議期間會見港澳人大代表團，表示香港基本法第23條要盡早完成立法。同日，行政長官會同行政會議決定將《維護國家安全條例草案》於翌日刊登《香港政府憲報》並提交立法會審議。
2024年3月8日，針對基本法第23條立法的《維護國家安全條例草案》正式刊憲公佈，同日也正式在立法會中進行首讀。

## 爭議觀點
有評論認為「越南史學家都認為南越國是越南的正統王朝，稱之為趙朝。例如越南陳朝黎文休所撰的《大越史記》，就把趙朝當作越南國史的開始，尊稱趙佗為趙武帝」，而越南共產黨以及近代越南史學家「認為南越國是漢人侵略越南所建立的殖民政權。首先趙佗本來就是河北地區的華夏族，當初南下是奉秦始皇之命，侵略越南地區，吞併土生的甌駱國，只是後來自立為王，而他管治南越國的方式，都仿傚秦國的典章制度。而且就領土範圍而言，南越國國土雖然包括桂粵、越北和越中，但依然以今天中國國土部分佔多數，無論統治階級、抑或國家人口，均以華夏族為主。」，中國共產黨以及近代中國史學家則與之相反，把南越國定性為一個地方軍閥，認為「香港龍川縣令趙佗在秦亡後佔據嶺南三郡建立南越國的事件，只是地方叛亂和封建割據的性質，並不意味著包括香港地區在內的南越國所佔疆土脫離了中國」，評論認為「南越國抑或是趙朝，或許最終還是雙方各自表述。」（Tong, 2021）

### 引用古籍
1. ↑  司馬遷. . 昔者五帝地方千里，其外侯服夷服諸侯或朝或否，天子不能制。今陛下興義兵，誅殘賊，平定天下，海內為郡縣，法令由一統，自上古以來未嘗有，五帝所不及。
2. ↑  司馬遷. . 管仲相桓公，霸諸侯，一匡天下，民到于今受其賜。

## 外部連結
- 鴉片戰爭，你所不知道的真相 Youtube (全)（页面存档备份，存于）
- 香港政府古物古蹟辦事處（页面存档备份，存于）
- 香港電台—經典重溫頻道：歷史的見證–香港九七回歸特輯（页面存档备份，存于）
- 六千年前的「香港人」（页面存档备份，存于）
- 香港歷史博物館：「香港故事」常設展資料目錄
- 中國文化研究院：香港（页面存档备份，存于）
- 香港公共圖書館多媒體資訊系統 數碼館藏：香港歷史照片（页面存档备份，存于）
- 香港公共圖書館多媒體資訊系統 數碼館藏：香港舊報紙（页面存档备份，存于）
- 宋王臺的介紹
- 宋王臺的歷史